# Studentliv i Uppsala

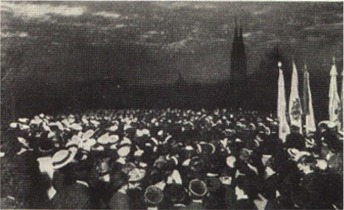
Valborgssång på Slottsbacken cirka 1920.

Uppsala universitet grundades 1477 och Uppsala är Sveriges äldsta studentstad. Uppsala har numera fem universitet och högskolor. Under universitetets första år utbildades i huvudsak präster för högre tjänst. Efter reformationen förde universitetet en tynande tillvaro men fick nytt liv och en bredare inriktning genom Gustav II Adolfs insatser. Under stormaktstiden var statsvetenskapen central. Naturvetenskapen växte fram under 1600- och 1700-talen, och bland andra Carl von Linné blev berömd. Under 1800-talet dominerade romantiken och många av de inslag som associeras med studentliv i Uppsala växte fram, exempelvis den fyrstämmiga körsången, studenternas firande av Valborg/Sista april och studentmössan. Under 1900-talet blev fokus återigen naturvetenskapligt. 
Studentsamhället bestod från 1600- till 1800-talet av något tusental män, och har idag växt till över 20 000. Från 1870-talet började kvinnor studera vid universitetet och de utgör idag cirka 60% av studenterna. I början av 1600-talet började studenterna organisera sig i nationer efter geografisk hemvist. I början av 1800-talet skedde sammanslagningar till nuvarande 13 nationer, i huvudsak indelade enligt Svenska kyrkans stift. Samtidigt började nationerna också skaffa sig byggnader som sociala mötesplatser, och gravar för avlidna medlemmar. Under 1900-talet skaffade man sig även bostäder för studenterna. Nationslivet är ett utmärkande drag för Uppsala.

## Lärosäten i Uppsala
I Uppsala finns idag två universitet och tre högskolor, varav Uppsala universitet är det i särklass äldsta och största:
| Universitet |
| Uppsala universitet, grundat 1477 är Nordens äldsta universitet. Statligt. |
| Sveriges lantbruksuniversitet i Ultuna, etablerat som lantbruksinstitut 1848 och genom sammanslagningar omvandlat till lantbrukshögskola 1932 och till Sveriges lantbruksuniversitet 1977. Statligt. |
| Högskolor |
| Akademi för ledarskap och teologi är från höstterminen 2011 en samverkan mellan Svenska Alliansmissionen, Evangeliska Frikyrkan och Pingst – fria församlingar i samverkan. Utbildningen ges på flera platser i Sverige och i samverkan med flera utbildningssamordnare. Stockholm/Uppsala räknas som en av studieplatserna. Här ges från och med 2013 årskurs tre och fyra i Uppsala via Örebro teologiska högskola, som är statligt ackrediterad. |
| Johannelunds teologiska högskola, etablerad i Uppsala 1970. Högskolan bedriver utbildning i teologi och drivs av Evangeliska Fosterlandsstiftelsen. Statlig ackreditering 2007. |
| Newmaninstitutet grundat 2001. Bedriver utbildning i teologi och filosofi och drivs av Romersk-katolska kyrkan. Statlig ackreditering 2010. |

## Historik
Se även Uppsala universitet – Historia och Uppsalas historia.

### Medeltiden och reformationen

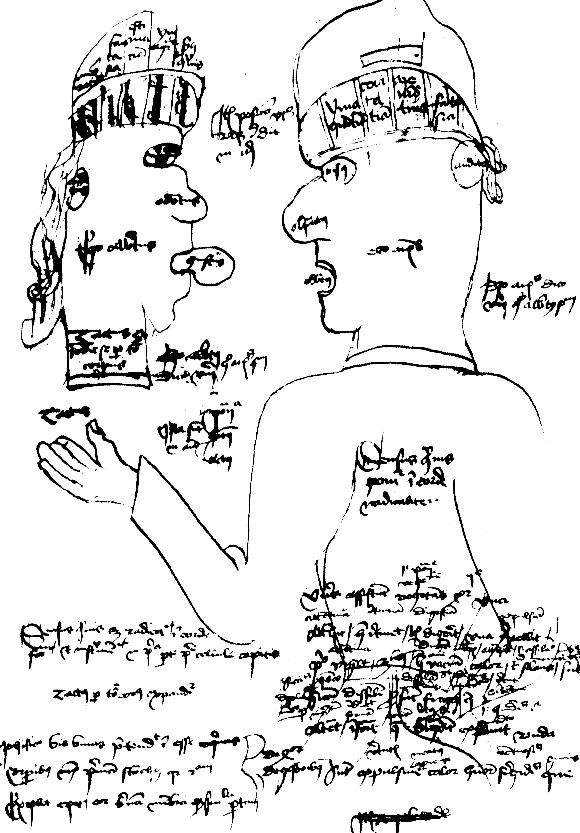
Marginalklotter i Olaus Guthos föreläsningsanteckningar från slutet av 1400-talet.

Uppsala universitet grundades 1477 av kyrkan som utbildningsinstitution för präster. Universitetet var Sveriges första och var då världens nordligaste. Studenterna studerade teologi, latin samt skolastisk filosofi som inspirerats av den antike filosofen Aristoteles, som brukligt var vid dåtidens universitet. Universitetet var en stat i staten och studenterna lydde under dess domstol. Initiationsriterna, eller nollningen med modernt språkbruk, var våldsamma och de blivande studenterna skändades med låtsasvapen av trä. Det finns inte många källor från denna tid. Föreläsningsanteckningarna från en gotländsk student vid namn Olaus Johannis Gutho är ett undantag och finns bevarade på Gustavianum. Han studerade i Uppsala 1477–1486. Studenterna bodde i en kommunitet på Kvarnholmen, en mindre ö i Fyrisån där Upplandsmuseet idag är beläget.
I och med reformationen kom universitetets verksamhet att starkt begränsas. Universitetet hade ju varit katolskt och det var inget som uppskattades av Gustav Vasa. Gustav Vasas reduktion innebar också att både makt och kapital flyttades från kyrkan i Uppsala till kungen i Stockholm. Efter reformationen dog undervisningen i praktiken ut efter mitten av 1500-talet, även om universitetstjänster fortfarande tillsattes. 

### Stormaktstiden

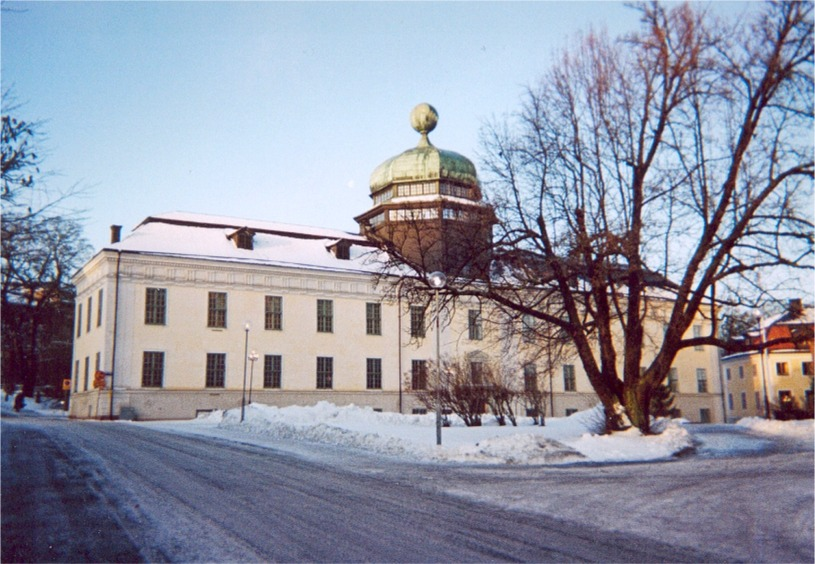
Gustavianum med Anatomiska teatern.

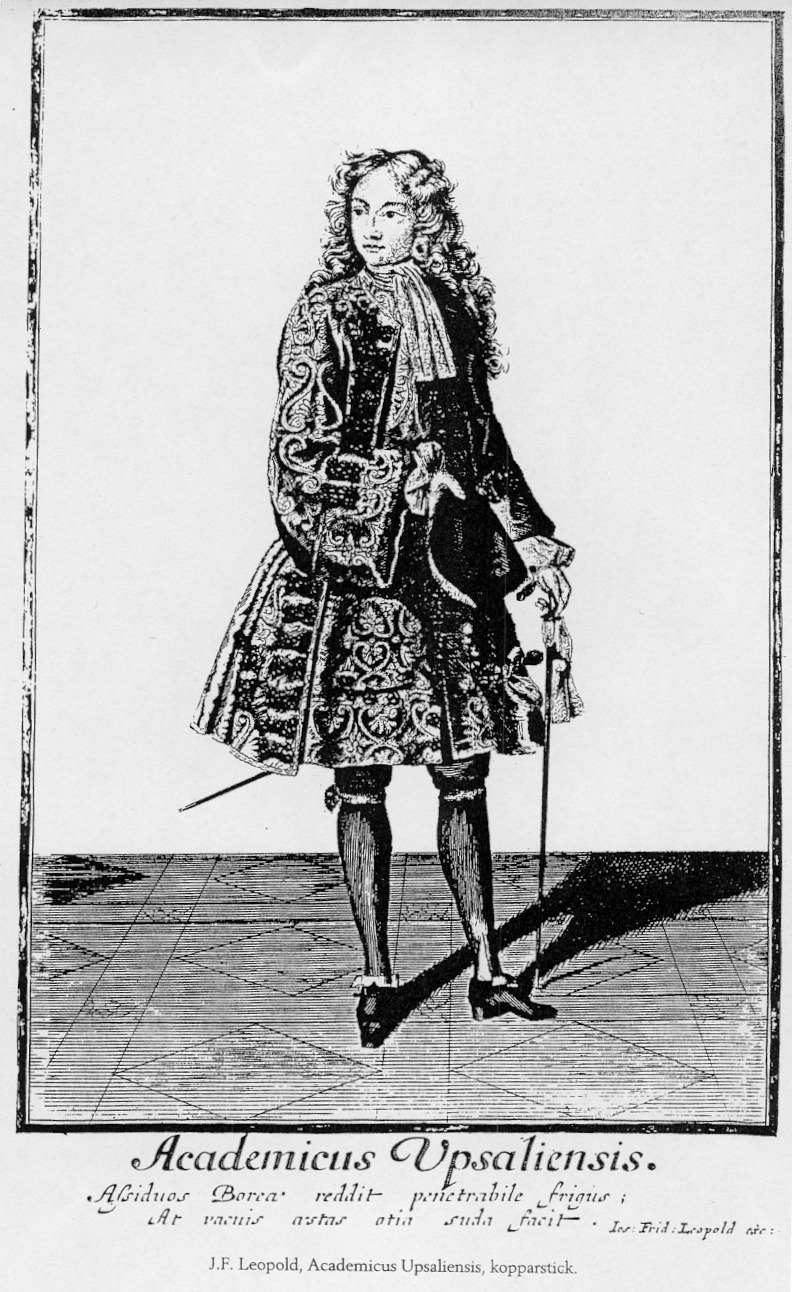
Uppsalastudent omkring år 1700.

År 1593 beslutade Uppsala möte att återöppna universitetet men det tog i realiteten ett tiotal år innan en helt fungerande verksamhet åter var på plats. Den som återupprättade universitetet var den likaså lutherske kungen Gustav II Adolf. År 1624 donerade han de Gustavianska arvegodsen – bortåt 400 gårdar och torp, samt skogar och kvarnar i Uppland och Västmanland till universitetet. Deras värde uppskattas idag (2007) till ett värde av 2 miljarder kronor och har en yta av knappt halva Öland. Kungen instiftade också stipendier i form av kost och logi till lovande men mindre bemedlade studenter. Gustav II Adolf insåg fördelarna av att även bygga stormakten Sverige med intellektuella medel. Viktiga ämnen var statsvetenskap och historia, men även teologi – nu i luthersk tappning. Dessa breda nysatsningar på universitetet ledde till ett tydligt uppsving för det akademiska livet i Sverige.
Under denna tid började studenterna samlas landskapsvis efter kontinental förebild. Sällskapen kallades ursprungligen ”societas” eller ”landskap”, men kom så småningom att kallas nationer. Nationernas första tid är svår att rekonstruera. Det tycks ursprungligen ha varit löst sammansatta grupper, men de organiserade sig så småningom och från 1640-talet finns skriftliga dokument som protokoll, kassaböcker och matriklar. (Matriklarna upptar dock ibland inskrivningsår vid universitetet och inte i nationen.) Nationerna var från början förbjudna av universitetet med hot om relegering. År 1663 ändrade dock universitetsledningen uppfattning och införlivade istället nationerna i universitetssystemet, genom att över varje nation sätta en professor som inspektor. År 1667 gjordes medlemskap i nation obligatoriskt för studenter vid universitetet, vilket det sedan varit ända till 2010.
År 1663 inrättades Exercitiegården. Denna institution var avsedd att locka unga adelsmän till akademin och lära dem de praktiska ämnena ridning, fäktning, dans och musik, vilket ansågs vara viktiga ämnen för den som ville bli statsman och göra karriär i staten.
Studenterna hade juridisk immunitet från den borgerliga rättsskipningen och stod istället under akademisk jurisdiktion. Akademins jurisdiktion ansågs överordnad den civila så den akademiska domstolens ord gällde även vid tvister som involverade både borgare och akademiker. Domarna blev ofta partiska vilket resulterade i en kultur där studenterna agerade väldigt stökigt. Ett nöje bland studenterna var att "löpa Grassatim", vilket innebar att studenterna nattetid likt en svärm gräshoppor rände fram längs stadens gator och vandalisera allt som kom i deras väg. Under stormaktstiden var pennalismen utbredd bland Uppsalas studenter. För att fullt ut upptas bland studenterna var en reccentior tvungen att genomgå en initiationsrit känd som ”Depositionsceremonin”. Under ceremonin kläddes recentiorerna upp i hattar med horn och åsneöron och i mungiporna sattes galtbetar. Reccentiorerna vallades därefter med hjälp av hugg och slag runt Uppsala på alla fyra likt en skock får. Därefter fick reccentiorerna lyssna till ett nonsenstal som de muntligt examinerades på. Exempelvis kunde examinatorn fråga "Hur många loppor gå i sked?" där det rätta svaret var "Loppor gå icke i sked - de hoppa!". När de svarade fel fick de motta örfilar. Ceremonin avslutades med att reccentiorena symboliskt skulle avklädas sina laster genom att avklädas sina märkliga utklädnader. Detta skedde bland annat genom att de skakades tills galtarna föll ur munnen på dem eller att de tvättades i ansiktet med en trasa täckt i avföring. När reccentioren till slut stod naken döptes han in vin och upptogs därmed som fri akademisk medborgare. Med åren blev ceremonin allt grövre och våldsammare tills den 1691 förbjöds av Karl XI.
Från 1600-talet och framåt började naturvetenskapen på allvar göra sitt intåg vid universitetet med Olof Rudbeck den äldre som förgrundsgestalt. I den stora stadsbranden 1702 lades 3/4 av Uppsala i ruiner. Universitetshuset klarade sig dock. När domkyrkan återuppbyggdes efter branden, hjälpte studenterna till att hissa upp storklockan, ”Storan”, Sveriges största klocka på 7 ton. Som tack för hjälpen utlovades fri begravningsringning med klockan. Under 1700-talet hyllades förnuft och vetenskap. Carl von Linnés botaniska exkursioner till Uppsalas omgivningar var mycket populära bland studenterna.

### Romantikens era

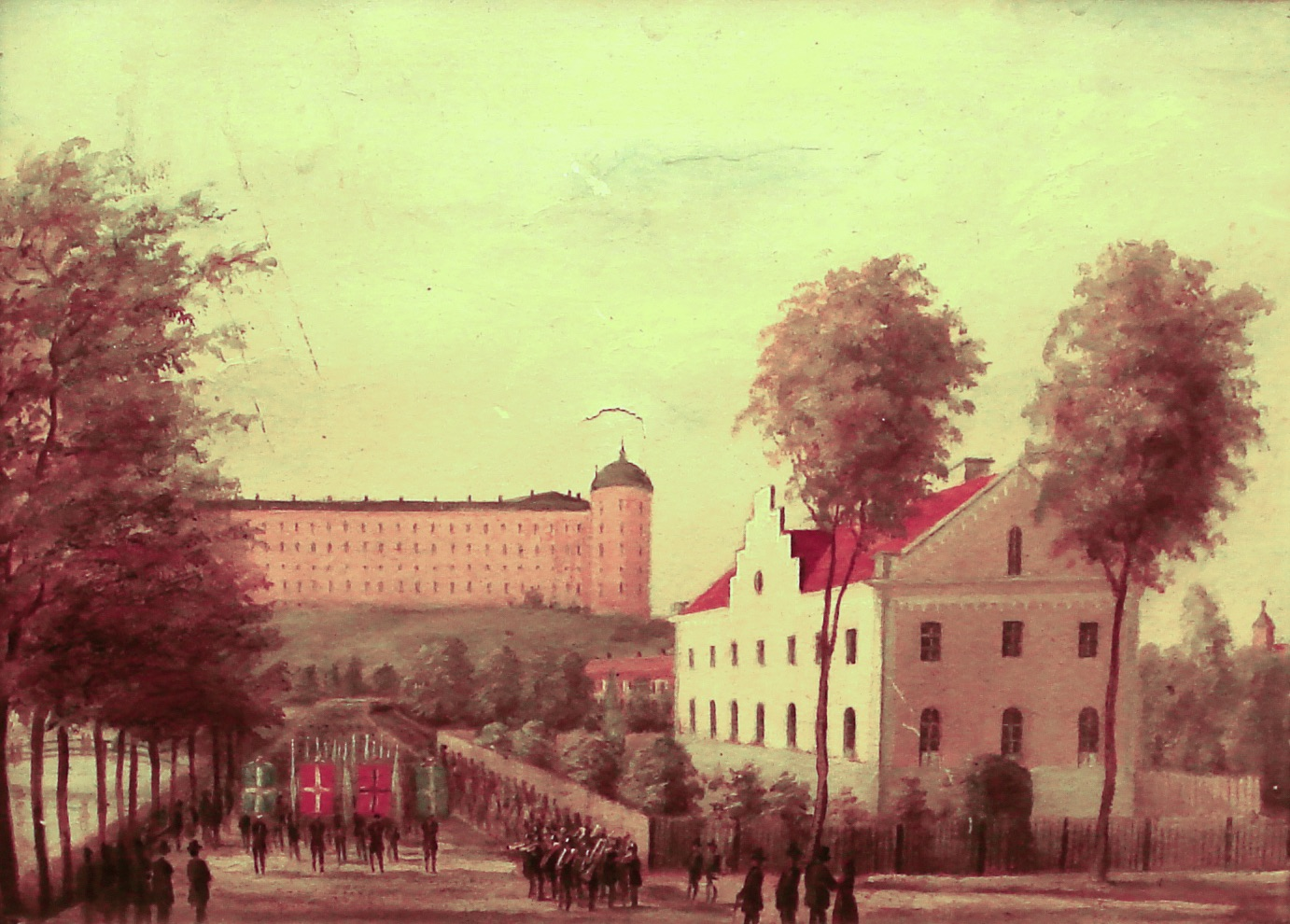
Nordiska studentmötet i Uppsala 1856. Studenter marscherar förbi Svandammen.

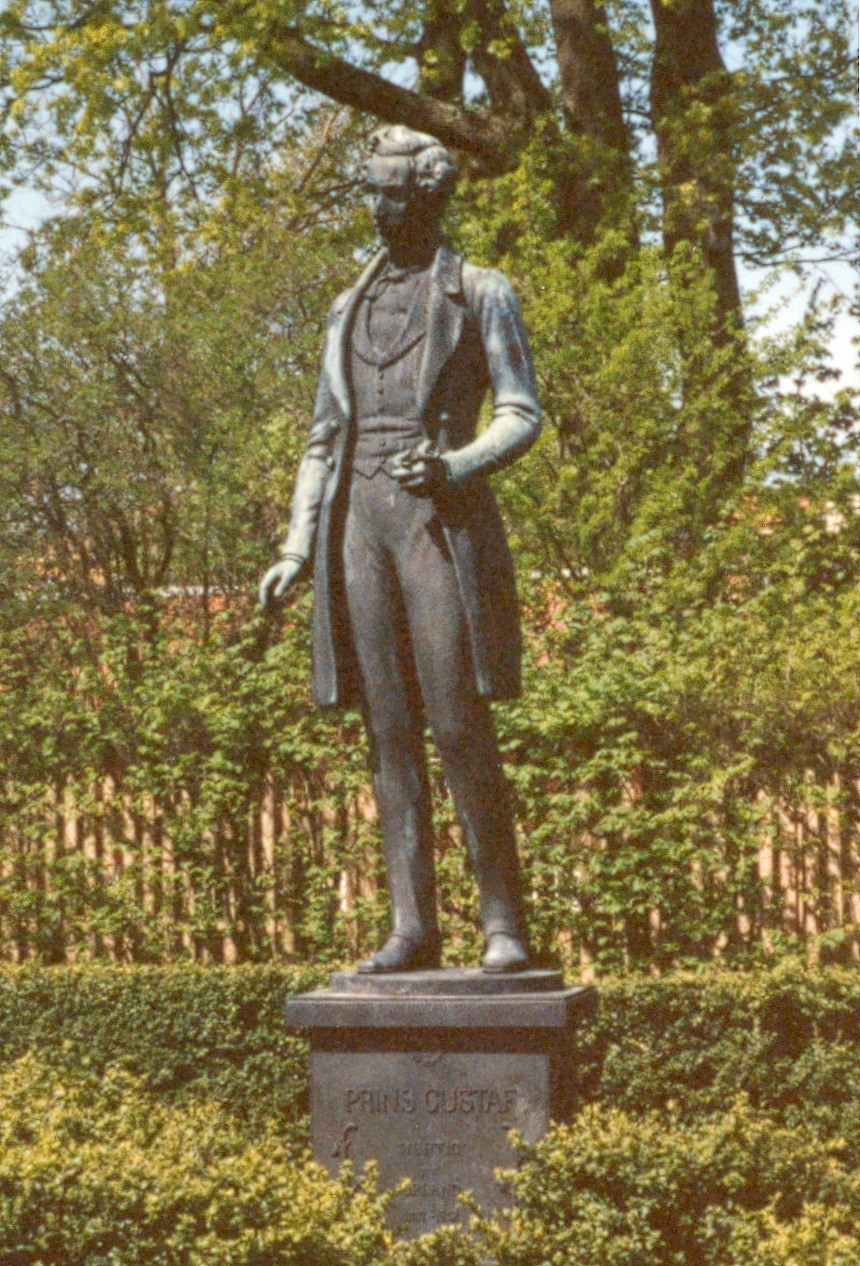
Prins Gustaf-statyn vid Carolina Rediviva.

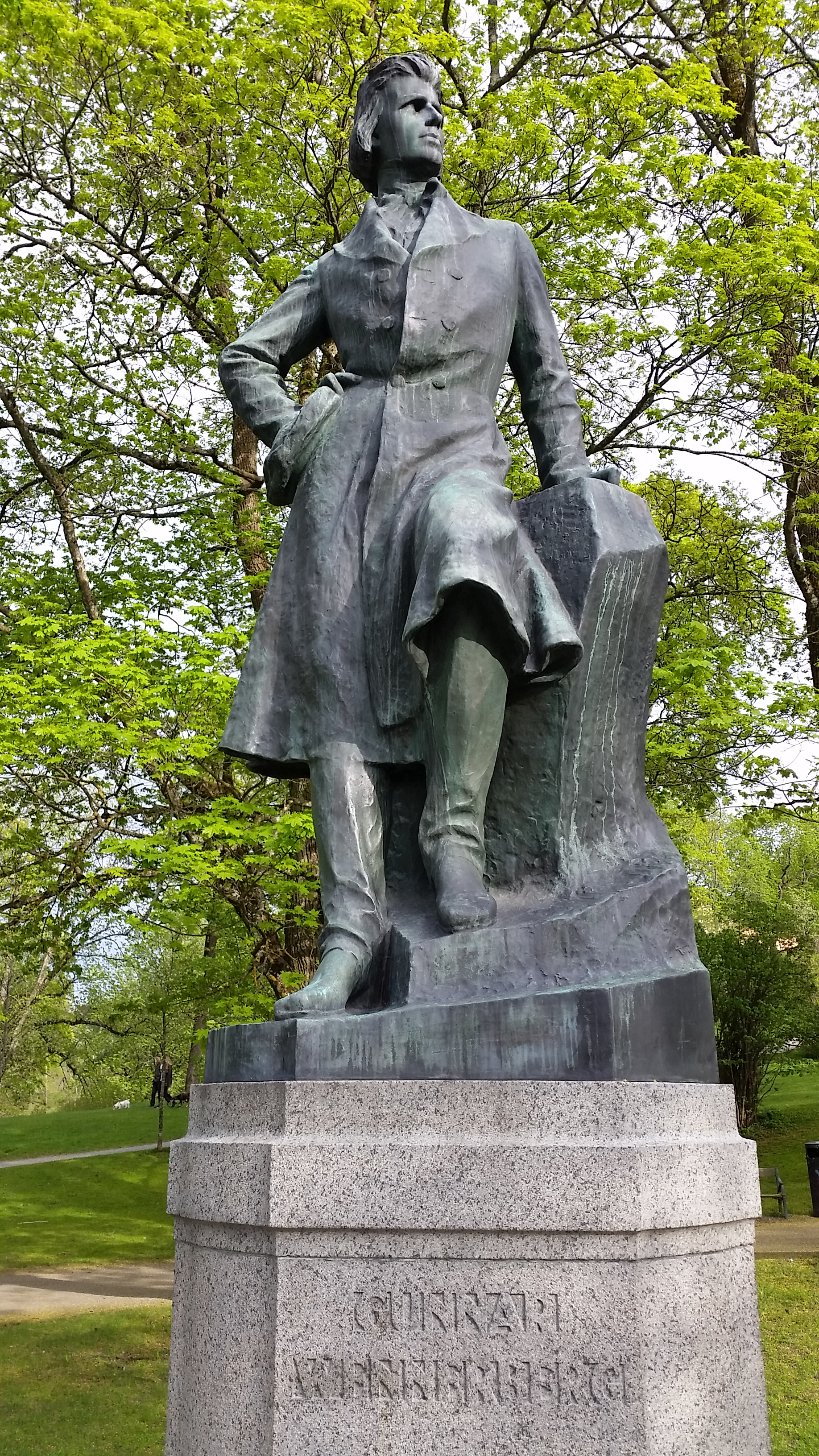
Theodor Lundbergs staty Gunnar Wennerberg står på slottsbacken.

Under första halvan av 1800-talet fick förnuftstron ge plats för den tyska romantiken. Det var under denna tid bilden av studenten som en sjungande, idealistisk hjälte växte fram. Adelns privilegier avtog, och genom studier fanns nu möjlighet för en något bredare allmänhet att få inflytande och framgång i samhället. Linné upphöjdes till blomsterkung och nationalhjälte. Erik Gustaf Geijer blev 1817 professor i historia, men är även betydelsefull som kompositör och skald. Hans offentliga föreläsningar var mycket populära.
Under unionstidens första årtionden var rojalismen stark bland Uppsalas studenter. År 1826 leder nyheten att Kronprinsessan Josefina hade fött en son till stort allmänt firande bland stadens studenter. Dessa händelser har senare betraktats som inledning till 1800-talets studentromantik. Romantiken tar sig också uttryck genom att skandinavistiska strömningar uppstår på universitet runt om i norden. 1843 hålls det första skandinaviska studentmötet och studenter från Köpenhamns, Kristianias och Lunds universitet strömmar till Uppsala. Även studenterna från Helsingfors universitet var välkomna men kunde inte delta då de ålagts reseförbud av tsaren. För att lätt kunna känna igen varandra under studentmötena bestämdes det att universitetets studenter skulle bära likadana mössor vilket blev förlagan till dagens studentmössor. Skandinavismen nådde sin kulmen efter Februarirevolutionen 1848. Under det Slesvig-holsteinska kriget som bröt ut samma år sattes dock den skandinaviska gemenskapen på prov. Då Uppsalas studenter saknar någon gemensam organisation för att uttrycka deras solidaritet med Danmark tvingas dessa samlas till allmänna studentmöten. Händelsen påvisade behovet av en gemensam organisation för studenterna och 1849 grundades Uppsala studentkår. Trots uppsalastudenternas solidaritetsförklaringar så uteblir officiellt stöd från Sverige-Norge till Danmark och den politiska skandinavismen kommer på skam. Ett fåtal studentmöten hålls under 1850- och 1860-talen. Det sista studentmötet hålls i Uppsala år 1875.
Mellan 1800 och 1829 sker flera nationssammanslagningar av de 20 nationerna, och en läggs ned, tills de 1829 når det antal av 13 de har idag. Sedan dess har inga förändringar av namn eller antal skett. Under en period av ganska exakt 100 år skaffade nationerna egna hus. Nationerna var från början mycket små och hyrde in sig i olika lokaler. Under en intensiv period av 18 år skaffade sig knappt hälften av nationerna egna hus: Den första nation som hyrde ett helt hus var Östgöta, som 1817 hyrde in sig i orangeriet i Linnéträdgården och omdanade det för sina behov. Den första nation som ägde ett eget hus var Göteborgs, som 1822 uppförde en byggnad på Sankt Larsgatan 9, huvudsakligen för idrottsutövning. Därefter följde i rask takt Upplands 1825, Smålands 1826, Västgöta 1832 (inköpt 1825) och Västmanlands-Dala 1834 (invigt 1831). Stockholms hus stod klart 1848. Under en annan intensiv period av 17 år skaffade i stort sett resten egna hus: Gotlands 1873, Gästrike-Hälsinge 1880, Värmlands 1884, Norrlands 1889 och Södermanlands-Nerikes 1897. Sedan Kalmar skaffat eget 1913 har alla nationer haft egen byggnad, även om många lämnat sina ursprungliga byggnader och byggt nya.
Manskörstraditionen startades 1808 då Johann Christian Friedrich Haeffner tonsatte Samuel Ödmanns Under Svea banér. Flera sångsällskap bildades, bland annat Allmänna Sången. Det var dock först 1830 Allmänna sången organiserades på ett fastare sätt.
År 1831 bildades Kuratorskonventet som ett samarbetsorgan mellan studentnationerna. År 1841 stod ett fristående universitetsbibliotek klart – Carolina Rediviva. 1842 öppnades restaurangen Flustret vid Svandammen och blev snart en viktig samlingspunkt för studenterna. Den fick sitt namn, för att studenterna flockades som bin på flustret på en bikupa. Gunnar Wennerberg skrev de Uppsalaanknutna Gluntarne under åren 1847–1850. Han skrev också populära fosterländska manskörssånger såsom Hör oss, Svea. 1853 bildades manskören Orphei Drängar.
Valborgsfirandet vid slottet och Gunillaklockan klockan 21 växte fram under början av 1800-talet. År 1823 framfördes Våren är kommen. Allmänna sången blev snart ett givet inslag. Under 1838 skrev uppsalastudenten Herman Sätherberg Längtan till landet ("Vintern rasat ut"), som tonsattes av lundensaren Otto Lindblad 1839. År 1846 skrev uppsalastudenterna Herman Sätherberg (text) och prins Gustaf (musik) Vårsång (”Glad såsom fågeln”), och 1852 skrev de Studentsången (”Sjungom studentens lyckliga dag”). Snart blev ett leve för konungen och fosterlandet, och ett tal till våren av studentkårens vice ordförande stående inslag. Sedan 1926 sänds högtiden av Sveriges Radio och sedan 1971 hålls vårtalet istället av Curator curatorum, Kuratorskonventets ordförande.
År 1872 blev Betty Pettersson den första kvinnliga studenten och 1892 grundades "Upsala Kvinliga Studäntförening". ”Studentska” användes dock länge för att beteckna en lösaktig kvinna. Ofvandahls konditori skapade till och med en bakelse med detta namn – grön och oskuldsfull på utsidan, men svart som synden inuti. Docent Elsa Eriksson blev universitetets första kvinnliga lärare. Professor kunde hon dock inte bli, eftersom det fortfarande inte var tillåtet för kvinnor. 1877 firades universitetets 400-årsjubileum under stor pompa och ståt. Vid detta tillfälle donerade Oscar II en halskedja till Rector Magnificus, vilken än idag bärs vid högtidliga tillfällen. 1849 grundades Uppsala studentkår. Tidigast 1878 grundades Ofvandahls konditori, som blev en viktig samlingspunkt för studenterna. 1880 grundades den akademiska folkdansföreningen Philochoros, idag landets äldsta. 1887 invigdes det nya universitetshuset av kung Oscar II. Året därpå placerades Geijer som staty framför detsamma, i tät konkurrens med Olof Rudbeck den äldre och Carl von Linné. Uppsala akademiska värld var främst präglad av konservatism och rojalism och modet föreskrev mustasch, cigarr och punsch. Men även liberala strömningar fanns, till exempel företrädda av studentföreningen Verdandi, som bland annat diskuterar preventivmedel, prostitution och fria förbindelser. Uppsala sedlighetsförening gick till motangrepp och sedlighetsdebatten 1887 var ett faktum. Universitetet ingrep och satte bland annat upp Thomas Thorilds tänkespråk "Tänka fritt är stort, men tänka rätt är större." över universitetsaulans ingång.. Sentensen är inte som många tror en uppmaning att tycka ”de rätta sakerna” utan en uppmaning att inte bara tycka löst utan istället att med hjälp av logik och vetenskapliga metoder leda sina påståenden i bevis.
1920-talets studenter blev den sista generationen inom den klassiska studentromantiken. Dessa bar fortfarande studentmössan otvunget till vardags, och upprätthöll den gamla studentetiketten där studenter presenterade sig med titulatur och antal år vid universitet. De bodde också, liksom stormaktstidens studenter, framförallt som inneboende hos Uppsalas borgerskap, och nationen användes därför i huvudsak som ett vardagsrum. Under mellankrigstiden kom detta snabbt att förändras. En viktig faktor var det kraftigt ökande antalet studerande vid universitet i Sverige, vilket ledde till vad man uppfattade som en kraftig inflation på värdet av en akademisk examen. Den första studentkorridoren i Uppsala uppfördes 1928–1930 på Övre Slottsgatan och kom att bli kallad Gubbhyllan då endast manliga studenter tilläts hyra rum. Några år senare uppfördes det första studentboendet med vattenklosetter, som av den anledningen kom att kallas Klosettpalatset.

### Naturvetenskapens återkomst

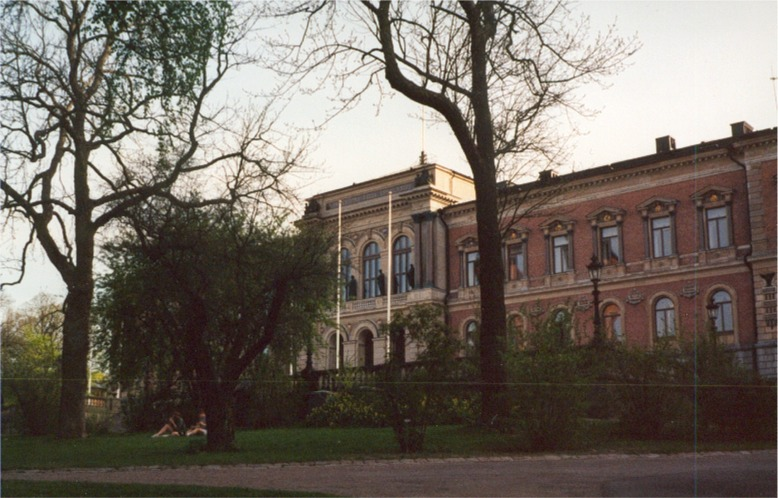
Uppsala universitets huvudbyggnad från 1887.

Under andra halvan av 1800-talet gjordes åter stora satsningar på naturvetenskap. Ett observatorium, ett kemiskt och ett fysiskt laboratorium inrättades och Akademiska Sjukhuset byggdes ut kraftigt. 1909 inrättades Studenternas Idrottsplats, på vilken det bland annat är sed att SM i Bandy avgörs. År 1912 blev Gunnar Wennerberg genom Theodor Lundbergs hand staty nedanför Carolina Rediviva.
Första halvan av förra seklet växte rasismen fram som ideologi utifrån Darwins evolutionsteorin och Statens institut för rasbiologi grundades i Uppsala 1921. Det hade sin verksamhet i Dekanhuset. År 1956 införlivades institutet i universitetet under namnet Institutionen för medicinsk genetik. Vid ett kårmöte kallat Bollhusmötet 1939 tog deltagarna ställning mot invandring av judiska flyktingar från Nazityskland.
Mösspåtagningen vid Carolina Rediviva går i sin nuvarande form tillbaka till mitten av 1950-talet, då rector magnificus Torgny T:son Segerstedt började att på Carolina Redivivas balkong höja sin mössa som ett tecken till studenterna att ta på sig sina. I anslutning till denna sed utvecklades också seden att därifrån springa till sin nation för att dricka champagne - champagnegalopp. Under 2000-talet kom champagnegaloppen att utvecklas från champagnemingel till dansparty där man sprutar champagnen på varandra. Traditionen har sedan avtagit och arrangeras nu av ett mindre antal nationer.
När spårvägen lades ner 1953 deltog studenterna i avskedet. På Valborg hade studenterna dekorationsmålat två vagnar, de hade placerat orkestern Hornboskapen på ett släp, och trafikerade med dessa vagnar under dagen linje п (pi). Ultunastudenterna lyckades dagen efter nedläggningen av Granebergslinjen övertala maskinmästaren att slå på strömmen och körde de två sista vagnarna in till stan.
Under 1900-talets senare hälft har stora politiska satsningar gjort på att bredda rekryteringen till akademin. Universitetet och antalet studenter har därmed vuxit avsevärt. Många nya universitetsbyggnader och studentbostäder har uppförts över hela Uppsala. De största studentbostadsområdena är Tringeln, Studentvägen, Gamla Studentstaden, Rackarberget, Kantorsgatan och Flogsta. Samtidigt har breda satsningar på universitet och högskolor gjorts över hela landet, varför Uppsalas betydelse relativt sett minskat.
Gösta Knutsson gav från 1939 och framåt en ovanlig skildring av Uppsalas studentliv i form av de lätt ironiska, fabelliknande barnboksberättelserna om Pelle Svanslös. Knutsson var förste kurator vid Stockholms nation och ordförande för Uppsala studentkår och det anses allmänt att berättelserna inspirerats av verkliga personer och företeelser inte minst i dåtidens studentsamhälle. Böckerna har ibland setts som en protest mot nationalsocialismen.
Elof Sundin var under 1960-talet en fiktiv teologie studerande av Norrlands nation och boende på Norrbyska studenthemmet. Trots att han alltså inte existerade i verkligheten, tog han med hjälp av andra studenter sina poäng och sin teologie kandidatexamen och lyckades till och med med konststycket att doktorera. Det finns i alla fall ett av konungen undertecknat doktorsdiplom i hans namn på väggen på Norrbyska studenthemmet.
År 1963 ombildades Allmänna sången till blandad kör. År 1975 inledde Uppsala teknolog- och naturvetarkår seden att på Valborgsmässoafton klockan 10 åka nedför Fyrisån med humoristiskt utformade flytetyg, den så kallade Forsränningen. På 1970-talet växte Flogstavrålet fram, där de boende i studentstadsdelen Flogsta uttrycker sin tentaångest i form ett kollektivt vrål klockan 22. 1972 samarbetade Claes Eriksson och Kerstin Granlund för första gången vid Västgöta nations spex – ett samarbete som så småningom utvecklades till Galenskaparna och After Shave. Valborg 1986 firades under radioaktivt nedfall från Tjernobylolyckan 26 april. Uppsala var en av de regioner som drabbades. Vid Linnéjubileet 2007 deltog Japans kejsare Akihito.
2001 grundades Newmaninstitutet och sedan 2007 är cirkeln sluten med en återupprättad katolsk prästutbildning i Uppsala.

### Studentsamhällets demografi

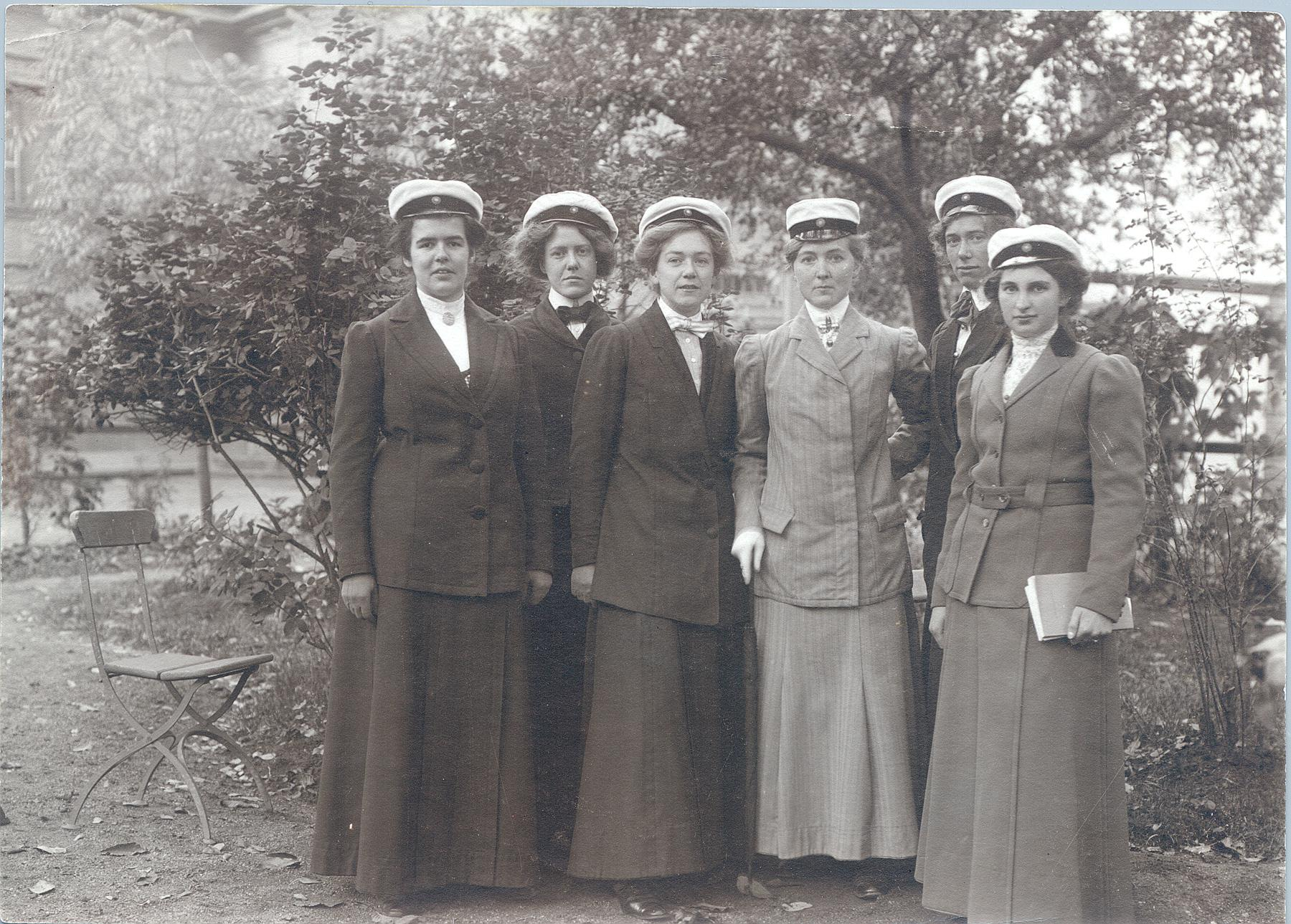
Studenter i Uppsala hösten 1911. Från vänster till höger: Ingrid Reuterskiöld, Polly Fryklund, Beth Hennings, Eva Andén, Elin Odencrantz samt Märta Tamm-Götlind.

Studentsamhället var under långa tider betydligt mindre än idag och helt och hållet manligt. Innan skolväsendet utvecklades från och med 1700-talet, gav universitetet även lägre undervisning. Även dessa elever är inräknade i nedanstående siffror, varför antalet av vad vi idag menar med studenter var lägre.
Tabellen avser Uppsala universitet. Sveriges lantbruksuniversitet hade år 2000 ca 4 000 studenter, varav 60 % kvinnor, vid alla sina utbildningsplatser, varav Ultuna är en. Johannelunds teologiska högskola hade år 2000 59 registrerade studenter, varav 39 % kvinnor.
| År (cirka) | Antal studenter (cirka) | Andel kvinnor (cirka) |
| ---------- | ----------------------- | --------------------- |
| 1500       | 40–50?                  | 0 %                   |
| 1550       | 0                       | 0 %                   |
| 1600       | 150                     | 0 %                   |
| 1650       | 900                     | 0 %                   |
| 1700       | 1 000                   | 0 %                   |
| 1750       | 900                     | 0 %                   |
| 1800       | 900                     | 0 %                   |
| 1850       | 1 500                   | 0 %                   |
| 1900       | 2 300                   | 8 %                   |
| 1950       | 3 500                   | 30 %                  |
| 2000       | 20 900                  | 60 %                  |

Följaktligen var även nationerna avsevärt mycket mindre än de är idag. Så var till exempel medelstorleken på de 18 nationerna år 1656 49 studenter, varav Västmanlands-Dala var störst med 98, och Västerbottens minst med 12. Liknande siffror ser vi ända tills studentantalet börjar växa och nationerna slås samman under 1800-talet. 1948 var medelstorleken på de 13 nationerna 272 studenter, varav Norrlands var störst med 687, och Gotlands minst med 45.
Teologi har alltid varit ett viktigt ämne i Uppsala och ända fram på 1700-talet utgjorde teologistudenterna den största gruppen. Från reformationen till 1700-talets slut var det också från prästhemmen, bland de fyra stånden, som de flesta studenter kom. Sedan dess har teologins betydelse successivt minskat och år 2000 studerade endast 3 % vid den teologiska fakulteten. Uppsala universitet är dock fortfarande nästan det enda i landet med en teologisk fakultet, och tre andra högskolor i staden är specialiserade på teologi.

## Studentliv

### Studietraditioner
En nybörjare vid universitetet kallas recentior. Undervisningen börjar som regel kvart över hel timma. Detta kallas akademisk kvart (AK). Att studera i Uppsala, kallas att ”ligga” i Uppsala. En överliggare är följaktligen en student som har en mycket låg studietakt och därför inte blir klar med studierna inom den normala tiden, men som ändå trivs så bra med studentlivet att han eller hon stannar vid universitetet under betydande tid.

### Fritidstraditioner
Uppsalastudenten tycker om högtidliga fester. Den högtidligaste festen är balen och den kräver ofta högtidsdräkt. Gasken är en inte fullt lika högtidlig fest, som ofta kräver kavaj. Fester i overall är mindre vanliga i Uppsala än i andra studentstäder och förekommer endast vid teknolog- och naturvetarkåren eller studentorkestersammanhang. En fest med matservering kallas även sittning.
Akademiska tillställningar har ofta akademisk dubbelkvart (DK), vilket innebär att tillställningen börjar en halvtimme efter utsatt tid. Studentmössan bärs nu för tiden i stort sett endast på Valborgsmässoafton (traditionellt efter klockan 15, men många bär den även tidigare på dagen), och av nationsämbetsmännen marskalkar och fanbärare. Vid högtidliga tillfällen tågar fanbärarna från nationerna gemensamt i en fanborg. Före 1960-talet var det vanligt att studenter bar sin studentmössa även till vardags.
Studentstadsdelen Flogsta har sina egna traditioner. Flogstavrålet är ett organiserat ångestvrål klockan 22 varje dag med avsikt att lätta på tentaångesten (omdiskuterat).

#### Valborg – Sista april

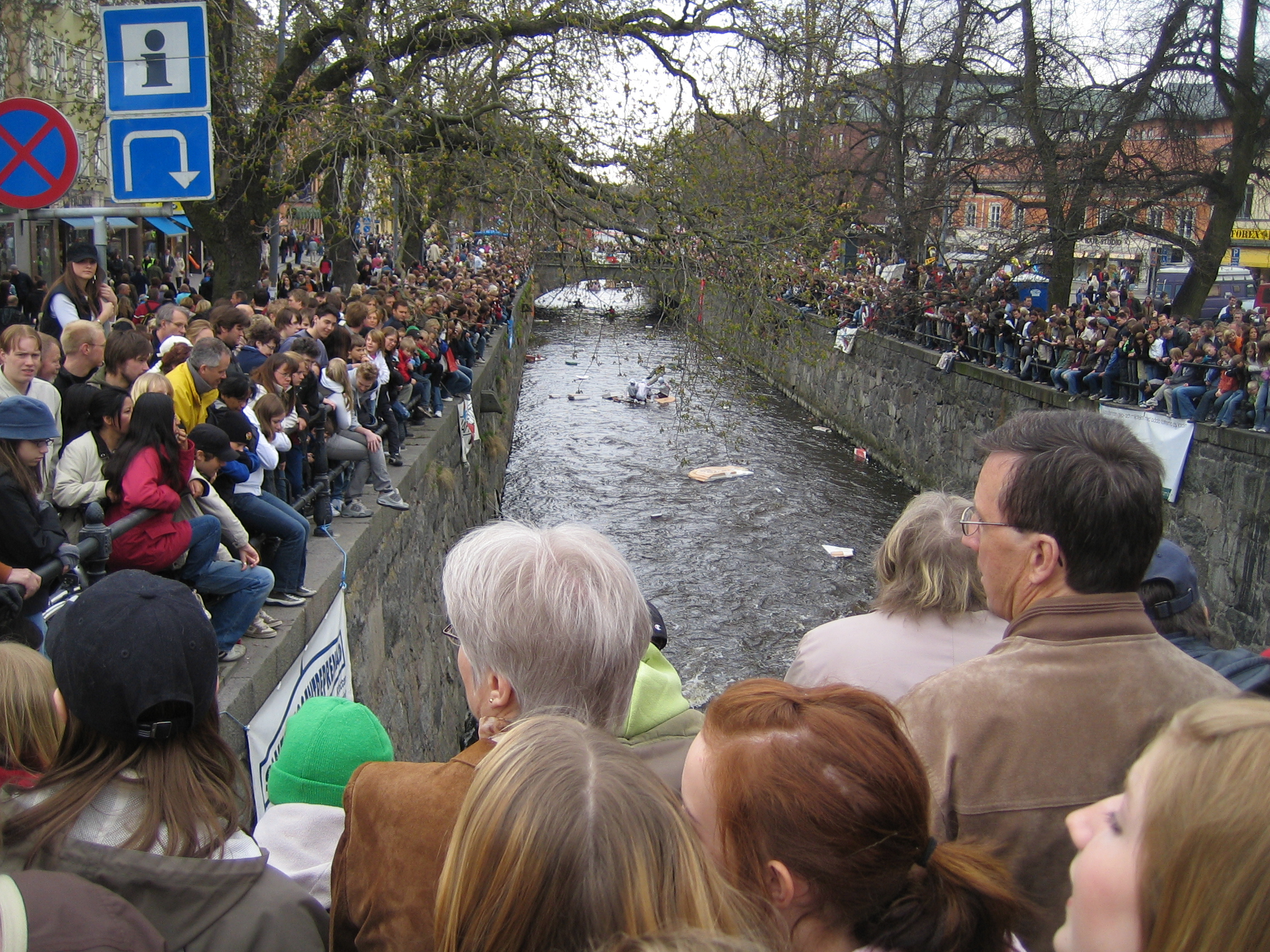
Forsränningen i Uppsala på Valborg klockan 10.

Den 30 april kallas av Uppsalastudenterna för Valborg (Valborgsmässoafton)  eller för Sista april . Firandet börjar ofta redan dagen innan, vilket kallas kvalborg. Den 30 april inleds sedan festligheterna normalt med champagnefrukost. Klockan 10 ordnar Uppsala teknolog- och naturvetarkår forsränning i Fyrisån. Därefter intas sillunch. Ekonomikumparken har på senare år växt fram som den stora festplatsen utomhus under dagen.

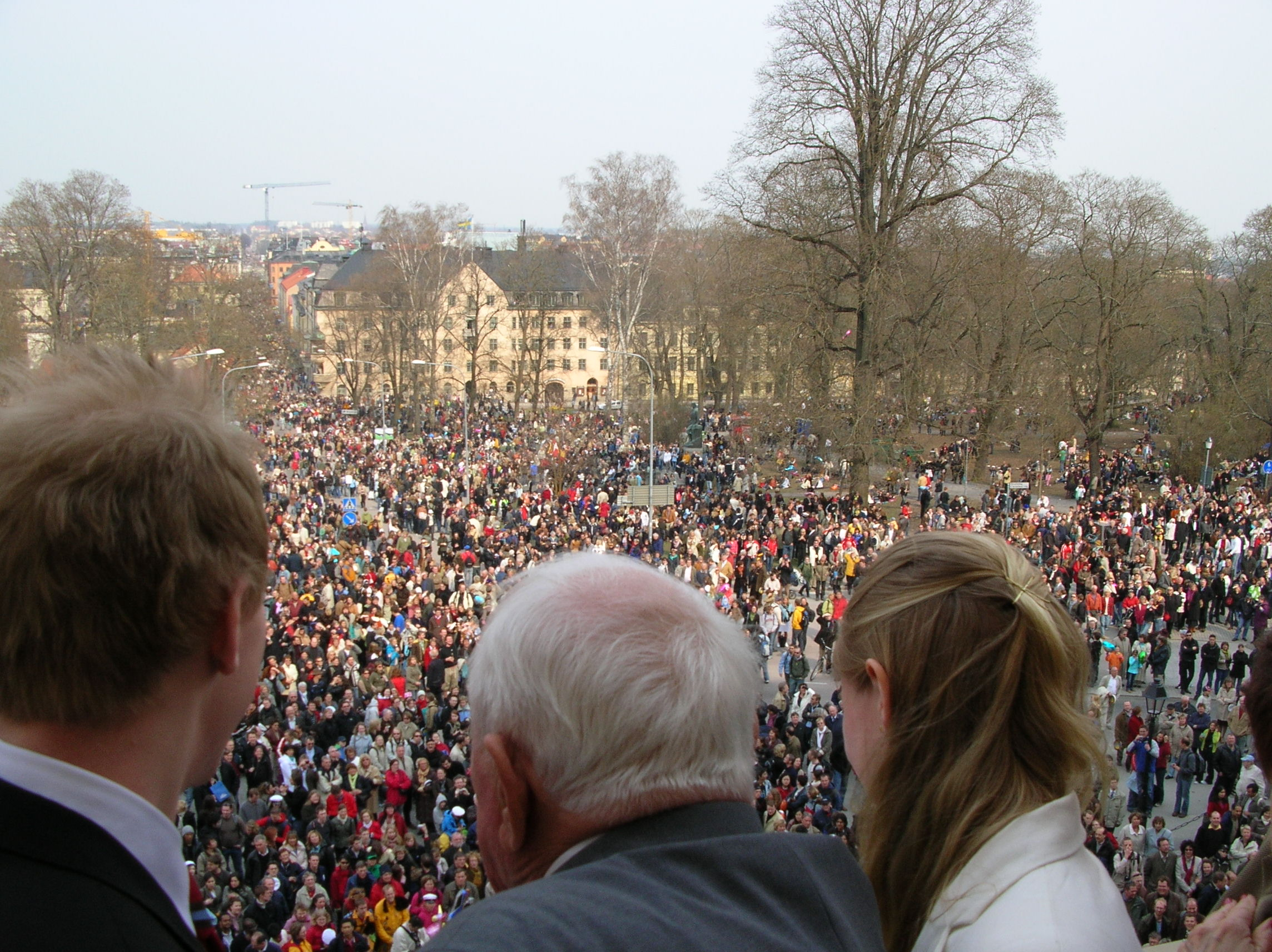
Mösspåtagning i Carolinabacken på Valborg klockan 15.

Klockan 15 är det dags för mösspåtagning: Studenterna samlas vid Carolina Rediviva. Wijkmanska Blecket håller traditionsenligt konsert på Carolina Redivivas trappa. Rector Magnificus infinner sig på Carolinas balkong tillsammans med så många professorer balkongen rymmer. Klockan 15 höjer Rector sin studentmössa och placerar den på sitt huvud, varvid alla studenter gör detsamma. Carolinabacken (Drottninggatans övre del) förvandlas till en vit skog av studentmössor. Direkt därefter håller Orphei Drängar en vårkonsert utanför Carolina Rediviva. Efter mösspåtagningen håller studentnationerna öppet för den så kallade Champagnegaloppen. 
Om aftonen stundar Allmänna Sångens vårbal på Uppsala slott. Klockan 21 samlas alla vid Gunillaklockan för att lyssna till Allmänna Sångens vårsång och curator curatorums vårtal. Denna högtid sänds i Sveriges Radio.

#### Gustaf Adolfsdagen – 6 november
Även Gustav Adolfsdagen den 6 november firas, till minne av den kung som återupprättade universitetet efter reformationen. Gustav Adolfsbakelser äts under dagen. Om aftonen sjunger de manliga sångarna ur Allmänna Sången fosterländska sånger vid Gustav Adolfs-obelisken i Odinslund tillsammans med nationernas fanborg.

## Nationerna
Nationslivet i Uppsala är på många sätt unikt. Vid många universitet samlas studenterna främst ämnesvis. I Uppsala samlas man framför allt utifrån hemort och möts alltså tvärvetenskapligt. Jämförbara system finns idag för övrigt i Helsingfors och Lund. I Uppsala torde systemet dock vara som mest utvecklat. I Helsingfors är det många nationer som inte har egna hus utan delar med varandra. Och i Lund har Akademiska Föreningen med AF-borgen en stor samlande betydelse, varför nationernas roll är mindre. Uppsala är vidare den studentstad i Sverige vars nationer täcker störst geografiskt område; hela Sverige utom Skåne och Blekinge, vilket vittnar om den nationella betydelse universitetet haft och fortfarande har. Lunds studentnationer är som jämförelse begränsade till Götaland och Värmland.
Nationerna är framför allt sociala samlingspunkter för studenterna och fyller i mångt och mycket uppgiften som hem och familj när man studerar långt hemifrån. Nationerna erbjuder många olika former att samlas. Fester av olika slag, pubar, matserveringar och danstillställningar. På nationerna finns många föreningar och organisationer att engagera sig i. På många nationer finns en eller flera körer, en eller flera orkestrar, oftast bleckblås, ett spex, en idrottsförening och ett klubbverk som arrangerar festerna. Många nationer utger en tidning och håller med bibliotek. Många nationer äger också ett betydande bestånd av studentbostäder. Många nationer ligger i vackra äldre byggnader, varav Västgöta nation har den äldsta. Nationerna samlar i huvudsak studenter från det geografiska område de är uppkallade efter, men valet av nation är numera fritt (med undantag för Södermanlands-Nerikes nation som fortfarande har anknytningskrav). Verksamheterna är delvis profilerade utifrån geografisk anknytning. Så har till exempel Västmanland-Dala nation ett spelmanslag (V-Dala Spelmanslag), Gotlands anordnar årlig "lambskallegasque", och på Norrlands nation finns ordenssällskapet Jamtamot för jämtarna. Är man medlem i en nation har man tillträde till alla. Fram till 1 juli 2010 var det obligatoriskt att tillhöra en studentnation om man bedrev akademiska studier, men det obligatoriet är numera upphävt.

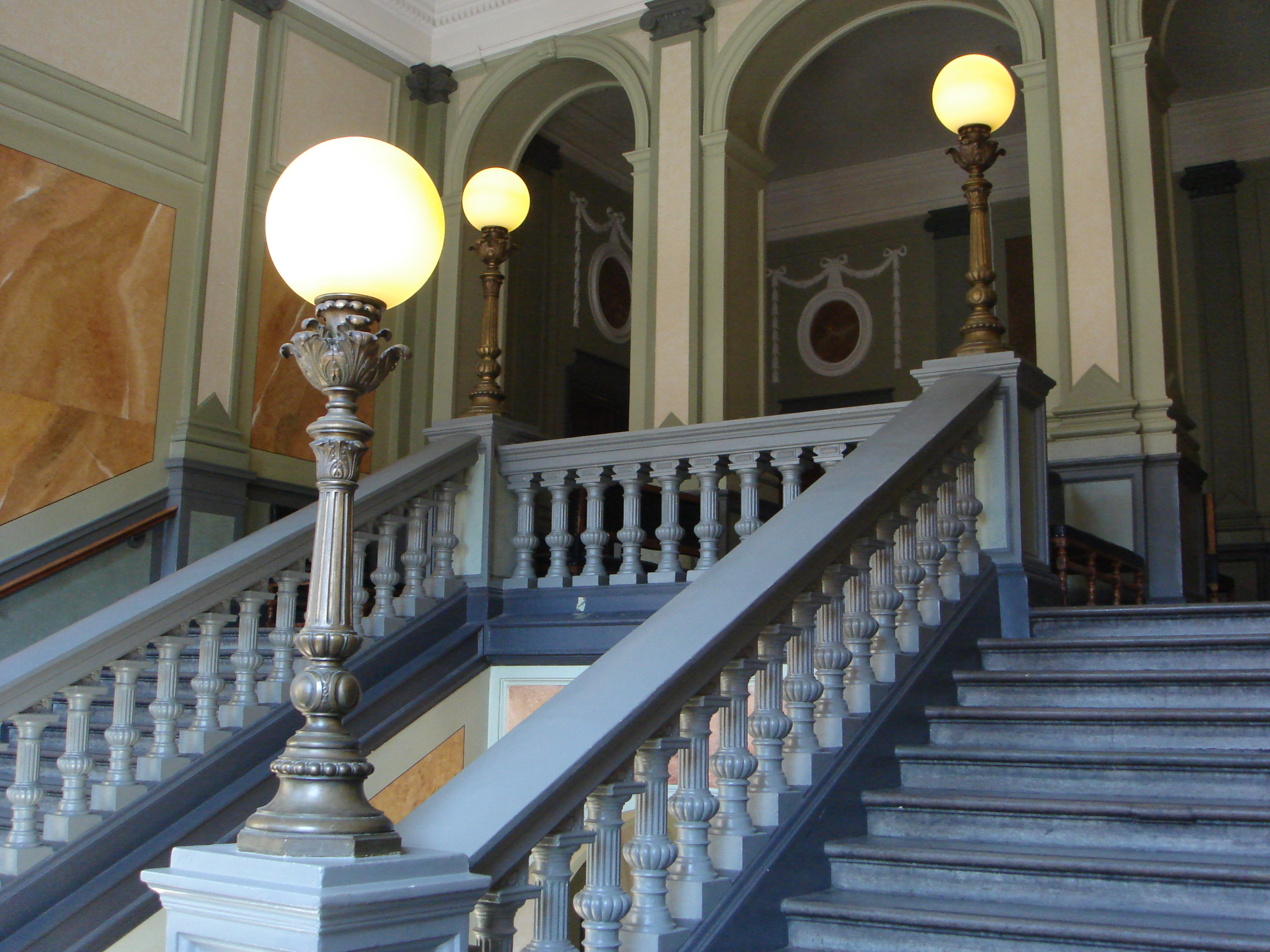
Norrlands nation

Nationerna har många gemensamma drag, men det finns också stora skillnader. Varje nation är en egen studentförening med egen ekonomi och styrelse. De har alla sitt eget hus, sitt eget tillblivelseår och historia. Även när det gäller antalet medlemmar är skillnaderna stora. Södermanlands-Nerikes nation är den största nationen följt av Norrlands, till de minsta nationerna hör Gotlands och Göteborgs nation. Antalet medlemmar, storleken på hus och hur god ekonomin är påverkar starkt hur mycket och vilken typ av verksamhet nationerna bedriver. De största nationerna kan ha flera anställda, och därmed en betydligt större verksamhet än de minsta nationerna, som ofta även har en sämre ekonomi. Förutom kuratelet har nationerna ett stort antal ideellt arbetande personer på olika poster, allt från nationsfotograf, nationskaplan och bibliotekarie till redaktörer för nationstidningen samt ledamöter av olika nämnder. Nationerna har beroende på antal medlemmar och storlek på verksamheten från 50 till över 100 ämbetsmän, alla valda av respektive nations landskap.
Nationerna leder sitt ursprung från 1600-talet, men dagens indelning formades i början av 1800-talet, då flera nationer gick samman (se nedan). Under loppet av 1800-talet (och i ett fall 1900-talet) kom alla nationerna även att skaffa sig egna hus och gravplatser (se nedan).
En nation leds av en kurator. Förstekuratorn kallas ofta 1Q, andre 2Q och tredje följaktligen 3Q. Uppsalas nationer samarbetar sedan 1831 genom Kuratorskonventet. Kuratorskonventet leds av Curator curatorum. Kuratorskonventet utför många av de uppgifter som i andra studentstäder utförs av studentkåren. Uppsala Studentkår ägnar sig i huvudsak åt studiebevakning.
Nationerna omfattade av naturliga skäl ursprungligen endast studenter vid Uppsala universitet. Genom universitetets inspektorssystem – en av universitetets professorer utses till inspektor för respektive nation – ingår nationsväsendet sedan 1663 i dess organisation. Medlemskap i nation var 1667–2010 obligatoriskt för studenterna vid universitetet. Även studenter vid lantbruksuniversitetet har dock sedan länge välkomnats som medlemmar i nationerna.

### Nuvarande nationer
Här följer nuvarande nationer förtecknade enligt den officiella ordningen. Som framgår av uppställningen är nationerna i huvudsak indelade efter hela eller delar av Svenska kyrkans stift. Undantaget är Stockholms nation, som endast omfattar Stockholms stad. De nationer som gick samman under 1800-talet, gick alla samman inom stiftsgränserna (se "Nationernas genealogi" nedan). Sina namn har nationerna däremot oftast efter landskap.
| Nation                                          | Geografiskt område (ungefärligt)                                                                     | Geografiskt område (ungefärligt)                               | Geografiskt område (ungefärligt) | Geografiskt område (ungefärligt)                                                                                             | Geografiskt område (ungefärligt)                                             |
| Nation                                          | Stift i Svenska kyrkan under tidigt 1800-talet, det vill säga när nuvarande nationsindelning gjordes | Stift i Svenska kyrkan idag                                    | Stiftshistorik | Landskap | Län                                                                          |
| Stockholms nation (Stockholms, Stocken)         | Stockholms stad i Uppsala ärkestift                                                                  | Stockholms stad i Stockholms stift                             | Stockholms stift bildades 1942 ur Uppsala ärkestift och Strängnäs stift | Stockholms stad i Södermanland och Uppland                                                                                   | Stockholms stad i Stockholms län                                             |
| Uplands nation (Uplands)                        | Uppsala ärkestift, södra delen.                                                                      | Uppsala ärkestift, södra delen; Stockholms stift, norra delen. | Stockholms stift bildades 1942 ur Uppsala ärkestift och Strängnäs stift | Uppland | Uppsala län, Stockholms län norr om Söderström exkluderande Stockholms stad. |
| Gästrike-Hälsinge nation (GH)                   | Uppsala ärkestift, norra delen                                                                       | Uppsala ärkestift, norra delen                                 | | Gästrikland och Hälsingland                                                                                                  | Gävleborgs län                                                               |
| Östgöta nation (Östgöta, ÖG)                    | Linköpings stift                                                                                     | Linköpings stift                                               | | Östergötland | Östergötlands län                                                            |
| Västgöta nation (Västgöta, VG)                  | Skara stift, Göteborgs stift, mellersta delen.                                                       | Skara stift, Göteborgs stift, mellersta delen.                 | | Västergötland | Västra Götalands län söder om Vänern.                                        |
| Södermanlands-Nerikes nation (Snerikes, Snerke) | Strängnäs stift                                                                                      | Strängnäs stift, Stockholms stift, södra delen.                | Stockholms stift bildades 1942 ur Uppsala ärkestift och Strängnäs stift | Södermanland, Närke | Södermanlands län, Örebro län, södra delen, Stockholms län, södra delen      |
| Västmanlands-Dala nation (V-Dala)               | Västerås stift                                                                                       | Västerås stift                                                 | | Västmanland, Dalarna | Västmanlands län, Örebro län, norra delen, och Kopparbergs län               |
| Smålands nation (Smålands)                      | Växjö stift                                                                                          | Växjö stift, västra delen tillhörande stiftet före 1915        | Kalmar län avskildes 1603 ur Linköpings stift som egen superintendentia och upphöjdes 1678 till stift. 1915 införlivades det i Växjö stift.                                 | Småland, västra delen | Jönköpings och Kronobergs län                                                |
| Göteborgs nation (Göteborgs)                    | Göteborgs stift                                                                                      | Göteborgs stift                                                | Göteborgs stift upprättades 1620 som superintendentia och 1665 som stift.                                                                                                   | Västergötland kring Göteborg, samt Bohuslän och Halland                                                                      | Västra Götalands län längs Västkusten och Hallands län                       |
| eller Kalmar nation (Kalmar)                    | Kalmar stift                                                                                         | Växjö stift, östra delen.                                      | Kalmar län avskildes 1603 ur Linköpings stift som egen superintendentia och upphöjdes 1678 till stift. 1915 införlivades det i Växjö stift.                                 | Småland mot Östkusten, Öland                                                                                                 | Kalmar län                                                                   |
| även Värmlands nation (Värmlands)               | Karlstads stift                                                                                      | Karlstads stift                                                | Karlstads stift bildades 1581 ur Skara stift som Mariestads superintendentia, från 1647 som Karlstads superintendentia, och 1772 som Karlstads stift..                      | Värmland, Dalsland | Värmlands län, Västra Götalands län längs Vänerns ostkust.                   |
| Norrlands nation (Norrlands)                    | Härnösands stift                                                                                     | Härnösands och Luleå stift                                     | Härnösands stift bildades 1647 som superintendentia, och från 1772 som stift, genom delning av Uppsala ärkestift. År 1904 delades även detta stift och Luleå stift tillkom. | Norrland utom Gästrikland och Hälsingland: Jämtland, Härjedalen, Medelpad, Ångermanland, Västerbotten, Norrbotten, Lappland. | Jämtlands, Västernorrlands, Västerbottens och Norrbottens län.               |
| Gotlands nation (Gotlands)                      | Visby stift                                                                                          | Visby stift                                                    | | Gotland | Gotlands län                                                                 |

Som synes saknas Lunds stift, det vill säga Skåne och Blekinge, Skåne och Blekinge län. En sådan nation – Skånska nationen – har funnits i Uppsala; liksom nationer för tidigare svenska områden. Se nedan.

#### Nationernas ordning

Svenska kyrkans stiftsindelning

Nationernas ordning följer i stort sett Svenska kyrkans officiella ordning bland sina stift, vilka ordnats i huvudsak efter ålder. Nationsordningen avviker dock på två punkter: 
- Stockholms stift ordnas av Svenska kyrkan sist, eftersom det är yngst (1942)[92]. Uppsalastudenterna har dock behållit ordningen från när det var en del av Uppsala ärkestift.
- Kalmar nation ordnas inte tillsammans med Smålands, utan man följer ordningen då Kalmar var eget stift. Kalmar upprättades som superintendentia 1602 och som stift 1678[93] och återinförlivades med Växjö 1915[94]. Det följer därför efter Göteborg, som visserligen är yngre som superintendentia (1620), men äldre som stift (1665)[95]; men före Karlstad (superintendentia 1646, stift 1772).[96]

#### Fanborgens tågordning
När fanborgen tågar, går nationsfanorna två och två efter stiftsordningen inom Svenska kyrkan före 1904.
| ↑ Tågriktning ↑   |                       |
| Stockholms        | Uplands               |
| Gästrike-Hälsinge | Östgöta               |
| Västgöta          | Södermanlands-Nerikes |
| Västmanlands-Dala | Smålands              |
| Göteborgs         | Kalmar                |
| Värmlands         | Norrlands             |
| Gotlands          |                       |

### Nationernas genealogi
Nationerna leder sitt ursprung från 1600-talet, men delningar, sammangåenden och nedläggningar har skett genom historien. Dagens indelning formades i början av 1800-talet, då flera nationer gick samman. 1800-talets sammangåenden har en geografisk fördelning på så sätt att alla nationer i nordöstra Sverige, utom Stockholm, gick samman med grannationer, närmare bestämt det sammanhängande området Södermanland, Närke, Uppland och hela Norrland. Nationerna i sydvästra Sverige behöll dock den indelning som formats redan på 1600-talet: Hela Götaland, Värmland, Västmanland och Dalarna; samt Stockholm. 
Här förtecknas historiska nationer och nationernas inbördes släktskap. Notera hur nationsindelningarna samspelar med Sveriges historia.
Nationernas begynnelseår är i allmänhet mycket osäkra och följer här Jonas L:son Samzelius uppskattningar. Likaså är uppgifterna om de icke längre existerande nationerna knapphändiga. De följer här uppgifterna i "Förtroendemän i nationerna och Studentkåren", i: Upsalastudenten geneom tiderna, 1950.
| 1600-tal                                                               | 1700-tal                                                        | 1800-nutid                                                      |                                                                       |                                                                 |                                                                 |                                                                 |
| 1600                                                                   | 1650                                                            | 1667                                                            | 1700                                                                  | 1750                                                            | 1800                                                            | 1825                                                            |
| Stockholms (1649?, ev. 1653 – nu)                                      |                                                                 |                                                                 |                                                                       |                                                                 |                                                                 |                                                                 |
| Roslags (1640??)                                                       | Roslags (1640??)                                                | Roslags (1640??)                                                | Roslags (1640??)                                                      | Roslags (1640??)                                                | Roslags (1640??)                                                | Uplands (1829 – nu)                                             |
|                                                                        | Fjärdhundra (1659)                                              | Fjärdhundra (1659)                                              | Fjärdhundra (1659)                                                    | Fjärdhundra (1659)                                              | Uplands (1823)                                                  | Uplands (1829 – nu)                                             |
| Uplands (1642?)                                                        |                                                                 |                                                                 |                                                                       |                                                                 | Uplands (1823)                                                  | Uplands (1829 – nu)                                             |
| ur Uplands eller Hälsinge? →                                           | Gästrike (1663)                                                 | Gästrike (1663)                                                 | Gästrike (1663)                                                       | Gästrike (1663)                                                 | Gästrike- Hälsinge (1811 – nu)                                  |                                                                 |
| Hälsinge (1646)                                                        |                                                                 |                                                                 |                                                                       |                                                                 | Gästrike- Hälsinge (1811 – nu)                                  |                                                                 |
| Östgöta (1646 – nu)                                                    |                                                                 |                                                                 |                                                                       |                                                                 |                                                                 |                                                                 |
| Västgöta (före 1648 – nu)                                              |                                                                 |                                                                 |                                                                       |                                                                 |                                                                 |                                                                 |
| från Västgöta nation →                                                 | från Västgöta nation →                                          | Göteborgs (1667 – nu)                                           |                                                                       |                                                                 |                                                                 |                                                                 |
|                                                                        | Bohuslän och Halland svenska 1658 →                             | Göteborgs (1667 – nu)                                           |                                                                       |                                                                 |                                                                 |                                                                 |
| Södermanlands (ca 1650?)                                               | Södermanlands (ca 1650?)                                        | Södermanlands (ca 1650?)                                        | Södermanlands (ca 1650?)                                              | Södermanlands (ca 1650?)                                        | Södermanland- Nerikes (1805 – nu)                               |                                                                 |
| Nerikes (1647/48?)                                                     |                                                                 |                                                                 |                                                                       |                                                                 | Södermanland- Nerikes (1805 – nu)                               |                                                                 |
| Västmanland-Dala (1642–44 – nu)                                        |                                                                 |                                                                 |                                                                       |                                                                 |                                                                 |                                                                 |
| Smålands (1645)                                                        | Småländska Växjö (1663), snart förkortat till Smålands (? – nu) | Småländska Växjö (1663), snart förkortat till Smålands (? – nu) | Småländska Växjö (1663), snart förkortat till Smålands (? – nu)       | Småländska Växjö (1663), snart förkortat till Smålands (? – nu) | Småländska Växjö (1663), snart förkortat till Smålands (? – nu) | Småländska Växjö (1663), snart förkortat till Smålands (? – nu) |
| Smålands (1645)                                                        | Kalmar (1663 – nu)                                              |                                                                 |                                                                       |                                                                 |                                                                 |                                                                 |
|                                                                        | Värmlands (före 1656?, ånyo 1660 – nu)                          |                                                                 |                                                                       |                                                                 |                                                                 |                                                                 |
| Ångermanländska (ca 1650 eller 1646)                                   | Medelpado-Jämtländska (1685 eller 1686)                         | Medelpado-Jämtländska (1685 eller 1686)                         | Medelpado-Jämtländska (1685 eller 1686)                               | Medelpado-Jämtländska (1685 eller 1686)                         | Norrlands (1827 – nu)                                           |                                                                 |
| Ångermanländska (ca 1650 eller 1646)                                   | Ångermanländska                                                 | Ångermanländska                                                 | Ångermanländska                                                       | Bottniska (1800)                                                | Norrlands (1827 – nu)                                           |                                                                 |
| Västerbottniska (ca 1650 eller 1647)                                   |                                                                 |                                                                 |                                                                       | Bottniska (1800)                                                | Norrlands (1827 – nu)                                           |                                                                 |
| Tartu universitet grundat 1632. Kungliga Akademien i Åbo grundad 1640. | Finlands, Livlands, Gotlands och Tysklands* (1663? – ?)         | Gotlands (1680 – nu)                                            | Gotlands (1680 – nu)                                                  | Gotlands (1680 – nu)                                            | Gotlands (1680 – nu)                                            | Gotlands (1680 – nu)                                            |
| Tartu universitet grundat 1632. Kungliga Akademien i Åbo grundad 1640. | Finlands, Livlands, Gotlands och Tysklands* (1663? – ?)         | Livlands och Tysklands* (1667 – ?)                              | Livland, Ingermanland och delar av Viborg och Karelen förlorade 1721. |                                                                 |                                                                 |                                                                 |
| Tartu universitet grundat 1632. Kungliga Akademien i Åbo grundad 1640. | Finlands, Livlands, Gotlands och Tysklands* (1663? – ?)         | Ingermaländska (1684?)                                          | Viborgs och Karelen – Ingermanlands (? – 1716?)                       |                                                                 |                                                                 |                                                                 |
| Tartu universitet grundat 1632. Kungliga Akademien i Åbo grundad 1640. | Finlands, Livlands, Gotlands och Tysklands* (1663? – ?)         | Sörfinne (1673? – ?)                                            |                                                                       | Finska (1781 – 1824?)                                           | Finland förlorat 1809.                                          |                                                                 |
|                                                                        | Österbottniska (före 1656)                                      |                                                                 |                                                                       | Finska (1781 – 1824?)                                           |                                                                 |                                                                 |
|                                                                        | Skåne svenskt 1658 → Lunds universitet grundat 1666.            | Skånska (1680?)                                                 | Skånska (1680?)                                                       | (eller 1757? – 1766?)                                           |                                                                 |                                                                 |
|                                                                        | Adelsnationen (1768–80)                                         |                                                                 |                                                                       |                                                                 |                                                                 |                                                                 |

(*) Oklart om dessa verkligen var nationer i egentlig mening, eller snarare områden för ansvarig inspektor.

### Nationshusen (nuvarande)
Huvudartiklar: Se respektive nation.
Nationshusen är framför allt sociala mötesplatser för vardag och fest. I centrum finns en nationssal, för högtidliga fester, dans och större möten. Vidare finns ofta en restaurang, pub, bibliotek, läsrum och rum för olika föreningsaktiviteter. De flesta nationshus ligger också i anslutning till en trädgård. Många nationer äger också ett betydande bestånd av studentbostäder. En del av dessa ligger i anslutning till nationshusen, men många återfinns också på andra platser såsom Studentvägen och Ekonomikumparken. På fyra nationer (Uplands, Göteborgs, Smålands, Gotlands) inryms bostäder i de egentliga nationshusen.
Här följer en förteckning över nuvarande nationshus i den ordning de är byggda.
| Nuvarande nationshus ordnade efter ålder |                      | |          |          |
| Nationshus                               | Uppfört              | Information | Exteriör | Interiör |
| 1600-tal och äldre                       |                      | |          |          |
| Västgöta                                 | 1600-tal eller äldre | Byggnadskomplexet är beläget i hörnet Slottsgränd och Västra Ågatan. Källarvalven går tillbaka till medeltiden. I källaren fanns tidigare en järndörr med inskriptionen 1604, vilket tyder på att byggnadsarbeten utförts då. Man vet att gården bytte ägare 1648. På fasaden finns inskriptionen 1666. Nationen inköpte byggnaden 1825, men hyrde genast ut den och tog den successivt i bruk för egen räkning först från och med 1832. Tornet är från 1901. Detta är den enda nation som givit upphov till ett "gatunamn": Västgötaspången över Fyrisån. |          |          |
| (1700-)1800-tal                          |                      | |          |          |
| Uplands                                  | 1770–1811            | Strandmanska gården i korsningen Sankt Larsgatan/Sankt Johannesgatan, är återuppbyggd 1811, efter att ha blivit förstörd i en brand 1809. De äldsta delarna är från 1770. Nationen inköpte huset 1825 och är därmed den nation som bott i samma hus under längst tid.. Huset byggdes till med en bostadsflygel längs med S:t Johannesgatan under 1950-talet. |          |          |
| Stockholms                               | 1848                 | Byggnaden är uppförd i egen regi och ritad av Johan Fredrik Åbom. Den ligger vid Drottninggatan. Stockholm är därmed den nation som bott längst tid i ett hus man uppfört själva. 1969 invigdes en tillbyggnad ritad av Peter Celsing. |          |          |
| Gästrike-Hälsinge                        | 1880                 | Huset på Beijnoffska tomten på Trädgårdsgatan 9 är uppfört i egen regi och invigt 1880. Det ritades av J. E. Söderlund, men ritningarna modifierades av C. A. Ekholm. |          |          |
| Östgöta                                  | 1885                 | Byggnaden på Trädgårdsgatan 15 är ritad av Carl August Kihlberg och invigd 1885 av Oscar II, hertig av Östergötland och hedersledamot. Han hade också bidragit med rikliga donationer. |          |          |
| Norrlands                                | 1889                 | Huset ligger på Västra Ågatan 14 med fasad mot Fyrisån. Det är ritat av C. A. Ekholm och fasaden av Isak Gustaf Clason. Huset stod klart 1889. 1972 invigdes på innergården en tillbyggnad som innefattar expeditioner, kafé, teater, bibliotek och studielokaler. |          |          |
| Södermanlands-Nerikes                    | 1897                 | Huset ligger i korsningen Sankt Larsgatan – Sankt Olofsgatan, intill universitetsparken. Det är rosa och liknar ett slott. Det ritades av Gerdt Hallberg och uppfördes 1897. |          |          |
| 1900-tal                                 |                      | |          |          |
| Värmlands                                | 1930                 | Huset i rött tegel vid Domkyrkan är ritat av Ragnar Östberg och invigdes av hedersledamot Gustaf V 1930. |          |          |
| Smålands                                 | 1957                 | Huset i korsningen Sankt Larsgatan - Sankt Olofsgatan är invigt 23 mars 1957. Huset är ritat av Sten Hummel-Gumælius |          |          |
| Gotlands                                 | 1957                 | Byggnaden är den enda nationsbyggnaden som ligger öster om Fyrisån, på Östra Ågatan 13. Den invigdes 30 april 1957. |          |          |
| Göteborgs                                | 1960                 | Huset på Sankt Larsgatan är uppfört 1960. Det är ritat av Gustaf Hedenlund och Erik Uluots. |          |          |
| Västmanlands-Dala                        | 1965                 | Nationen förfogar över ett hus byggt i funkisstil 1965 med Alvar Aalto som arkitekt. Det ligger mellan Sysslomansgatan och Sankt Larsgatan. Huset är sammanbyggt med en äldre tillbyggnad mot S:t Larsgatan som gjordes 1939. |          |          |
| Kalmar                                   | 1988                 | Huset på Svartmangatan 3 invigdes 1988 och ersatte det gamla nationshuset som befann sig på samma tomt som det nuvarande. |          |          |

### Nationshusens historia
Huvudartiklar: Se respektive nation.
Här följer en sammanställning av nationshusens historia. I sammanställningen nedan upptas hus som disponerats eller ägts i sin helhet. Innan nationerna skaffade sig egna hus, träffades de i någons hem, exempelvis inspektorns. Senare hyrde de in sig i lokaler i olika hus. För detaljer kring detta hänvisas till artiklarna om respektive nation.
Presentationen nedan sker i den ordning husen anskaffats. Foton presenteras längre ner.
| Nation / År           | 1800 | 1825 | 1850 | 1875 | 1900 | 1925 | 1950 | 1975 |
| Östgöta               | 1817 (hyrt). Orangeriet i Linnéträdgården. Sten. Byggt 1743. Arkitekt Carl Hårleman. Ägt av universitetet. | 1817 (hyrt). Orangeriet i Linnéträdgården. Sten. Byggt 1743. Arkitekt Carl Hårleman. Ägt av universitetet.                                                     | 1817 (hyrt). Orangeriet i Linnéträdgården. Sten. Byggt 1743. Arkitekt Carl Hårleman. Ägt av universitetet.                                                     | 1885 (byggt). Trädgårdsg. 15. Sten. Arkitekt Carl August Kihlberg.                                                                                             | 1885 (byggt). Trädgårdsg. 15. Sten. Arkitekt Carl August Kihlberg.                                                                                             | 1885 (byggt). Trädgårdsg. 15. Sten. Arkitekt Carl August Kihlberg.                                                                                             | 1885 (byggt). Trädgårdsg. 15. Sten. Arkitekt Carl August Kihlberg.                                                               | 1885 (byggt). Trädgårdsg. 15. Sten. Arkitekt Carl August Kihlberg.                                                               |
| Göteborgs             | 1822 (byggt). S:t Larsg. 7. Trä. Flyttat till Slottskällan 1865. Finns kvar (1977).                        | 1822 (byggt). S:t Larsg. 7. Trä. Flyttat till Slottskällan 1865. Finns kvar (1977).                                                                            | 1866 (byggt). S:t Larsg. 7. Trä. Reveterat 1878. Huset fanns kvar 1957, men tycks ha rivits, för att ge plats för det 4:e nationshuset.                        | 1887 (byggt). Drottningg./Trädgårdsg. Sten. Arkitekt Emil Befwe. Grundproblem. Rivet 1960.                                                                     | 1887 (byggt). Drottningg./Trädgårdsg. Sten. Arkitekt Emil Befwe. Grundproblem. Rivet 1960.                                                                     | 1887 (byggt). Drottningg./Trädgårdsg. Sten. Arkitekt Emil Befwe. Grundproblem. Rivet 1960.                                                                     | 1960 (byggt). S:t Larsg. 7. Sten. Arkitekter Gustaf Hedenlund, Erik Uluots.                                                      | 1960 (byggt). S:t Larsg. 7. Sten. Arkitekter Gustaf Hedenlund, Erik Uluots.                                                      |
| Uplands               | | 1825 (köpt). "Strandmanska gården". S:t Larsg. 11/S:t Johannesg. 20/Sysslomansg. 12. Sten. Återuppbyggd 1811 efter brand 1809.                                 | 1825 (köpt). "Strandmanska gården". S:t Larsg. 11/S:t Johannesg. 20/Sysslomansg. 12. Sten. Återuppbyggd 1811 efter brand 1809.                                 | 1825 (köpt). "Strandmanska gården". S:t Larsg. 11/S:t Johannesg. 20/Sysslomansg. 12. Sten. Återuppbyggd 1811 efter brand 1809.                                 | 1825 (köpt). "Strandmanska gården". S:t Larsg. 11/S:t Johannesg. 20/Sysslomansg. 12. Sten. Återuppbyggd 1811 efter brand 1809.                                 | 1825 (köpt). "Strandmanska gården". S:t Larsg. 11/S:t Johannesg. 20/Sysslomansg. 12. Sten. Återuppbyggd 1811 efter brand 1809.                                 | 1825 (köpt). "Strandmanska gården". S:t Larsg. 11/S:t Johannesg. 20/Sysslomansg. 12. Sten. Återuppbyggd 1811 efter brand 1809.   | 1825 (köpt). "Strandmanska gården". S:t Larsg. 11/S:t Johannesg. 20/Sysslomansg. 12. Sten. Återuppbyggd 1811 efter brand 1809.   |
| Smålands              | | 1826 (köpt). S:t Olofsg./Sysslomansg. Putsat tegel. Byggt före 1671. Återuppbyggt 1812 efter brand 1809. Mindre eldsvåda 1869. Grundproblem. Rivet.            | 1826 (köpt). S:t Olofsg./Sysslomansg. Putsat tegel. Byggt före 1671. Återuppbyggt 1812 efter brand 1809. Mindre eldsvåda 1869. Grundproblem. Rivet.            | 1893 (byggt). Samma tomt. Putsat tegel. Arkitekt Emil Befwe. Rivet 1955.                                                                                       | 1893 (byggt). Samma tomt. Putsat tegel. Arkitekt Emil Befwe. Rivet 1955.                                                                                       | 1893 (byggt). Samma tomt. Putsat tegel. Arkitekt Emil Befwe. Rivet 1955.                                                                                       | 1957 (byggt). "De Smolandia". Samma tomt. S:t Larsg. 5. Arkitekt Sten Hummel-Gumælius.                                           | 1957 (byggt). "De Smolandia". Samma tomt. S:t Larsg. 5. Arkitekt Sten Hummel-Gumælius.                                           |
| Västgöta              | | 1832 (inflyttning. Köpt 1825). Slottsgr. 10/V. Åg. 18. Sten. Sannolikt byggt senast 1604, kanske medeltida. Torn tillbyggt 1901.                               | 1832 (inflyttning. Köpt 1825). Slottsgr. 10/V. Åg. 18. Sten. Sannolikt byggt senast 1604, kanske medeltida. Torn tillbyggt 1901.                               | 1832 (inflyttning. Köpt 1825). Slottsgr. 10/V. Åg. 18. Sten. Sannolikt byggt senast 1604, kanske medeltida. Torn tillbyggt 1901.                               | 1832 (inflyttning. Köpt 1825). Slottsgr. 10/V. Åg. 18. Sten. Sannolikt byggt senast 1604, kanske medeltida. Torn tillbyggt 1901.                               | 1832 (inflyttning. Köpt 1825). Slottsgr. 10/V. Åg. 18. Sten. Sannolikt byggt senast 1604, kanske medeltida. Torn tillbyggt 1901.                               | 1832 (inflyttning. Köpt 1825). Slottsgr. 10/V. Åg. 18. Sten. Sannolikt byggt senast 1604, kanske medeltida. Torn tillbyggt 1901. | 1832 (inflyttning. Köpt 1825). Slottsgr. 10/V. Åg. 18. Sten. Sannolikt byggt senast 1604, kanske medeltida. Torn tillbyggt 1901. |
| Västmanlands- Dala    | | 1834 (byggt. Invigt 1931). S:t Larsg. 13. Trä. Reveterat 1914. Stenflygel 1939.                                                                                | 1834 (byggt. Invigt 1931). S:t Larsg. 13. Trä. Reveterat 1914. Stenflygel 1939.                                                                                | 1834 (byggt. Invigt 1931). S:t Larsg. 13. Trä. Reveterat 1914. Stenflygel 1939.                                                                                | 1834 (byggt. Invigt 1931). S:t Larsg. 13. Trä. Reveterat 1914. Stenflygel 1939.                                                                                | 1834 (byggt. Invigt 1931). S:t Larsg. 13. Trä. Reveterat 1914. Stenflygel 1939.                                                                                | 1965 (byggt). Samma plats. Sten. Arkitekt Alvar Aalto. Stenflygeln ingår i nya huset.                                            | 1965 (byggt). Samma plats. Sten. Arkitekt Alvar Aalto. Stenflygeln ingår i nya huset.                                            |
| Stockholms            | | 1848 (byggt). Drottningg. 11. Sten. Arkitekt Johan Fredrik Åbom. Tillbyggt 1968 – arkitekt Peter Celsing.                                                      | 1848 (byggt). Drottningg. 11. Sten. Arkitekt Johan Fredrik Åbom. Tillbyggt 1968 – arkitekt Peter Celsing.                                                      | 1848 (byggt). Drottningg. 11. Sten. Arkitekt Johan Fredrik Åbom. Tillbyggt 1968 – arkitekt Peter Celsing.                                                      | 1848 (byggt). Drottningg. 11. Sten. Arkitekt Johan Fredrik Åbom. Tillbyggt 1968 – arkitekt Peter Celsing.                                                      | 1848 (byggt). Drottningg. 11. Sten. Arkitekt Johan Fredrik Åbom. Tillbyggt 1968 – arkitekt Peter Celsing.                                                      | 1848 (byggt). Drottningg. 11. Sten. Arkitekt Johan Fredrik Åbom. Tillbyggt 1968 – arkitekt Peter Celsing.                        | 1848 (byggt). Drottningg. 11. Sten. Arkitekt Johan Fredrik Åbom. Tillbyggt 1968 – arkitekt Peter Celsing.                        |
| Gotlands              | | 1873 (donerat). "Klostret". Klosterg. 2. Tegel. Senast tidigt 1500-tal, kanske medeltida. Möjligen del av Uppsala franciskankonvent. Gasexplosion 1899. Sålt.  | 1873 (donerat). "Klostret". Klosterg. 2. Tegel. Senast tidigt 1500-tal, kanske medeltida. Möjligen del av Uppsala franciskankonvent. Gasexplosion 1899. Sålt.  | 1873 (donerat). "Klostret". Klosterg. 2. Tegel. Senast tidigt 1500-tal, kanske medeltida. Möjligen del av Uppsala franciskankonvent. Gasexplosion 1899. Sålt.  | 1873 (donerat). "Klostret". Klosterg. 2. Tegel. Senast tidigt 1500-tal, kanske medeltida. Möjligen del av Uppsala franciskankonvent. Gasexplosion 1899. Sålt.  | 1957 (byggt). Ö. Åg. 13. Sten. Arkitekt Karl J. Karlström. | 1957 (byggt). Ö. Åg. 13. Sten. Arkitekt Karl J. Karlström.                                                                       | |
| Gästrike- Hälsinge    | | 1880 (byggt). Trädgårdsg. 9. Sten. Arkitekter Johan Erik Söderlund och Carl August Ekholm (bearbetning). Vindvåning påbygd 1912 under arkitekt Frithiof Ekman. | 1880 (byggt). Trädgårdsg. 9. Sten. Arkitekter Johan Erik Söderlund och Carl August Ekholm (bearbetning). Vindvåning påbygd 1912 under arkitekt Frithiof Ekman. | 1880 (byggt). Trädgårdsg. 9. Sten. Arkitekter Johan Erik Söderlund och Carl August Ekholm (bearbetning). Vindvåning påbygd 1912 under arkitekt Frithiof Ekman. | 1880 (byggt). Trädgårdsg. 9. Sten. Arkitekter Johan Erik Söderlund och Carl August Ekholm (bearbetning). Vindvåning påbygd 1912 under arkitekt Frithiof Ekman. | 1880 (byggt). Trädgårdsg. 9. Sten. Arkitekter Johan Erik Söderlund och Carl August Ekholm (bearbetning). Vindvåning påbygd 1912 under arkitekt Frithiof Ekman. | | |
| Värmlands             | | 1884 (köpt). "Bjurzonska huset." Riddartorget. Trä. Byggt 1650-tal. Nosocomium, första akademiska sjukhuset inrymt här 1708–1867.                              | 1884 (köpt). "Bjurzonska huset." Riddartorget. Trä. Byggt 1650-tal. Nosocomium, första akademiska sjukhuset inrymt här 1708–1867.                              | 1930 (byggt). Riddartorget 1–3. Tegel. Arkitekt Ragnar Östberg.                                                                                                | 1930 (byggt). Riddartorget 1–3. Tegel. Arkitekt Ragnar Östberg.                                                                                                | 1930 (byggt). Riddartorget 1–3. Tegel. Arkitekt Ragnar Östberg.                                                                                                | | |
| Norrlands             | | 1889 (byggt). V. Åg. 14. "Villa vid Tibern". Tegel, sten. Arkitekt Isak Gustaf Clason. Tillbyggt 1972 på gården – Nya Huset – Arkitekt Lars Carlbring.         | 1889 (byggt). V. Åg. 14. "Villa vid Tibern". Tegel, sten. Arkitekt Isak Gustaf Clason. Tillbyggt 1972 på gården – Nya Huset – Arkitekt Lars Carlbring.         | 1889 (byggt). V. Åg. 14. "Villa vid Tibern". Tegel, sten. Arkitekt Isak Gustaf Clason. Tillbyggt 1972 på gården – Nya Huset – Arkitekt Lars Carlbring.         | 1889 (byggt). V. Åg. 14. "Villa vid Tibern". Tegel, sten. Arkitekt Isak Gustaf Clason. Tillbyggt 1972 på gården – Nya Huset – Arkitekt Lars Carlbring.         | 1889 (byggt). V. Åg. 14. "Villa vid Tibern". Tegel, sten. Arkitekt Isak Gustaf Clason. Tillbyggt 1972 på gården – Nya Huset – Arkitekt Lars Carlbring.         | | |
| Söremanlands- Nerikes | | 1897 (byggt). S:t Olofsg. 16/S:t Larsg. 4. Arkitekt Gerdt Hallberg.                                                                                            | 1897 (byggt). S:t Olofsg. 16/S:t Larsg. 4. Arkitekt Gerdt Hallberg.                                                                                            | 1897 (byggt). S:t Olofsg. 16/S:t Larsg. 4. Arkitekt Gerdt Hallberg.                                                                                            | 1897 (byggt). S:t Olofsg. 16/S:t Larsg. 4. Arkitekt Gerdt Hallberg.                                                                                            | 1897 (byggt). S:t Olofsg. 16/S:t Larsg. 4. Arkitekt Gerdt Hallberg.                                                                                            | | |
| Kalmar                | | 1913 (köpt). "Bortom Bullret". S:t Johannesg 12. Trä. Byggt 1824. Rivet 1957.                                                                                  | 1913 (köpt). "Bortom Bullret". S:t Johannesg 12. Trä. Byggt 1824. Rivet 1957.                                                                                  | 1957 (köpt). Svartmang. 3. Trä. Byggt 1879. Rivet 1987. | 1988 (byggt). Svartmang. 3. Ritat av Jan-Ove Fogelberg på Aros Arkitekter                                                                                      | | | |
|                       | 1800 | 1825 | 1850 | 1875 | 1900 | 1925 | 1950 | 1975 |

#### Bilder på de tidigare nationshusen
Huvudartiklar: Se respektive nation.
Här visas bilder av alla nationshus som nationer hyrt eller ägt i sin helhet, i historia och nutid. Husen presenteras i den ordning nationerna anskaffade dem. För ytterligare bilder hänvisas till artiklar om respektive nation. 
Gamla bilder är i många fall hämtade från Roosval (1915) eller Digitalmuseum. Se referens för respektive bild.
| Östgöta                  |          | Östgötas första hus 1817-1885           | Östgötas andra hus 1885-nu               |                                |                              |
| Östgöta                  | Exteriör |                                         |                                          |                                |                              |
| Östgöta                  | Interiör |                                         |                                          |                                |                              |
|                          |          |                                         |                                          |                                |                              |
| Göteborgs                |          | Göteborgs första hus 1822-1865          | Göteborgs andra hus 1866-1887            | Göteborgs tredje hus 1887-1960 | Göteborgs fjärde hus 1960-nu |
| Göteborgs                | Exteriör |                                         |                                          |                                |                              |
| Göteborgs                | Interiör |                                         |                                          |                                |                              |
|                          |          |                                         |                                          |                                |                              |
| Uplands                  |          | Upplands nationshus 1825-nu             |                                          |                                |                              |
| Uplands                  | Exteriör |                                         |                                          |                                |                              |
| Uplands                  | Interiör |                                         |                                          |                                |                              |
|                          |          |                                         |                                          |                                |                              |
| Smålands                 |          | Smålands första hus 1826-1893           | Smålands andra hus 1893-1955             | Smålands tredje hus 1957-nu    |                              |
| Smålands                 | Exteriör |                                         |                                          |                                |                              |
| Smålands                 | Interiör |                                         |                                          |                                |                              |
|                          |          |                                         |                                          |                                |                              |
| Västgöta                 |          | Västgöta före tillbyggnad 1832-1901     | Västgöta efter tillbyggnad 1901-nu       |                                |                              |
| Västgöta                 | Exteriör |                                         |                                          |                                |                              |
| Västgöta                 | Interiör |                                         |                                          |                                |                              |
|                          |          |                                         |                                          |                                |                              |
| Västmanlands- Dala       |          | V-Dalas första före ombyggnad 1834-1914 | V-Dalas första efter ombyggnad 1915-1965 | V-Dalas andra hus 1965-nu      |                              |
| Västmanlands- Dala       | Exteriör |                                         |                                          |                                |                              |
| Västmanlands- Dala       | Interiör |                                         |                                          |                                |                              |
|                          |          |                                         |                                          |                                |                              |
| Stockholms               |          | Stockholms före tillbyggnad 1848-1968   | Stockholms efter tillbyggnad 1968-nu     | Tillbyggnad 1968-nu            |                              |
| Stockholms               | Exteriör |                                         |                                          |                                |                              |
| Stockholms               | Interiör |                                         |                                          |                                |                              |
|                          |          |                                         |                                          |                                |                              |
| Gotlands                 |          | Gotlands första hus 1873-1957           | Gotlands andra hus 1957-nu               |                                |                              |
| Gotlands                 | Exteriör |                                         |                                          |                                |                              |
| Gotlands                 | Interiör |                                         |                                          |                                |                              |
|                          |          |                                         |                                          |                                |                              |
| Gästrike- Hälsinge       |          | GH före tillbyggnad 1880-1912           | GH efter tillbyggnad 1912-nu             |                                |                              |
| Gästrike- Hälsinge       | Exteriör |                                         |                                          |                                |                              |
| Gästrike- Hälsinge       | Interiör |                                         |                                          |                                |                              |
|                          |          |                                         |                                          |                                |                              |
| Värmlands                |          | Värmlands första hus 1884-1930          | Värmlands andra hus 1930-nu              |                                |                              |
| Värmlands                | Exteriör |                                         |                                          |                                |                              |
| Värmlands                | Interiör |                                         |                                          |                                |                              |
|                          |          |                                         |                                          |                                |                              |
| Norrlands                |          | Norrlands nationshus 1889-nu            | Nya huset 1972-nu                        |                                |                              |
| Norrlands                | Exteriör |                                         |                                          |                                |                              |
| Norrlands                | Interiör |                                         |                                          |                                |                              |
|                          |          |                                         |                                          |                                |                              |
| Söder- manlands- Nerikes |          | Södermanland-Nerikes hus 1897-nu        |                                          |                                |                              |
| Söder- manlands- Nerikes | Exteriör |                                         |                                          |                                |                              |
| Söder- manlands- Nerikes | Interiör |                                         |                                          |                                |                              |
|                          |          |                                         |                                          |                                |                              |
| Kalmar                   |          | Kalmars första hus 1913-1957            | Kalmars andra hus 1957-1988              | Kalmars tredje hus 1988-nu     |                              |
| Kalmar                   | Exteriör |                                         |                                          |                                |                              |
| Kalmar                   | Interiör |                                         |                                          |                                |                              |

### Nationsgravarna
Under 1800-talet (i något fall 1900-tal) anlade alla nationerna gravplatser på Uppsala gamla kyrkogård. Årtalen nedan anger tidigaste dödsår bland dem som vilar i gravarna och nationerna är här ordnade efter dessa årtal. Södermanlands-Nerikes gravsten saknar dödsår och presenteras sist.
|  |  |  |  |
|  |  |  |  |
|  |  |  |  |
|  |  |  |  |

### Övrigt med nationsanknytning
- Skånelandens nation (1964-2010). Skånelandens skapades i syfte att vara en "nollnation" där de som ej önskade ta del av nationsmedlemskapet kunde vara medlem; man var dock fortfarande tvungen att vara med i kåren, men slapp erlägga nationsavgift (från början fanns en symbolisk avgift om 1:- per termin, vilket avskaffades när de administrativa kostnaderna för brevutskick blev högre än intäkterna och medlemsavgiften avskaffades). Medlemskap berättigade ej tillträde till någon av nationsverksamheterna. Verksamheten upphörde när nationsobligatoriet avskaffades 1 juli 2010.
- Blekinge nation. Humoristiskt namn på den underjordiska toaletten på Fyris Torg.
- Flogsta Nation (FN). Organisation som på Kuratorskonventets uppdrag driver hemsidan www.nationsguiden.se.[129]

## Studentkårer

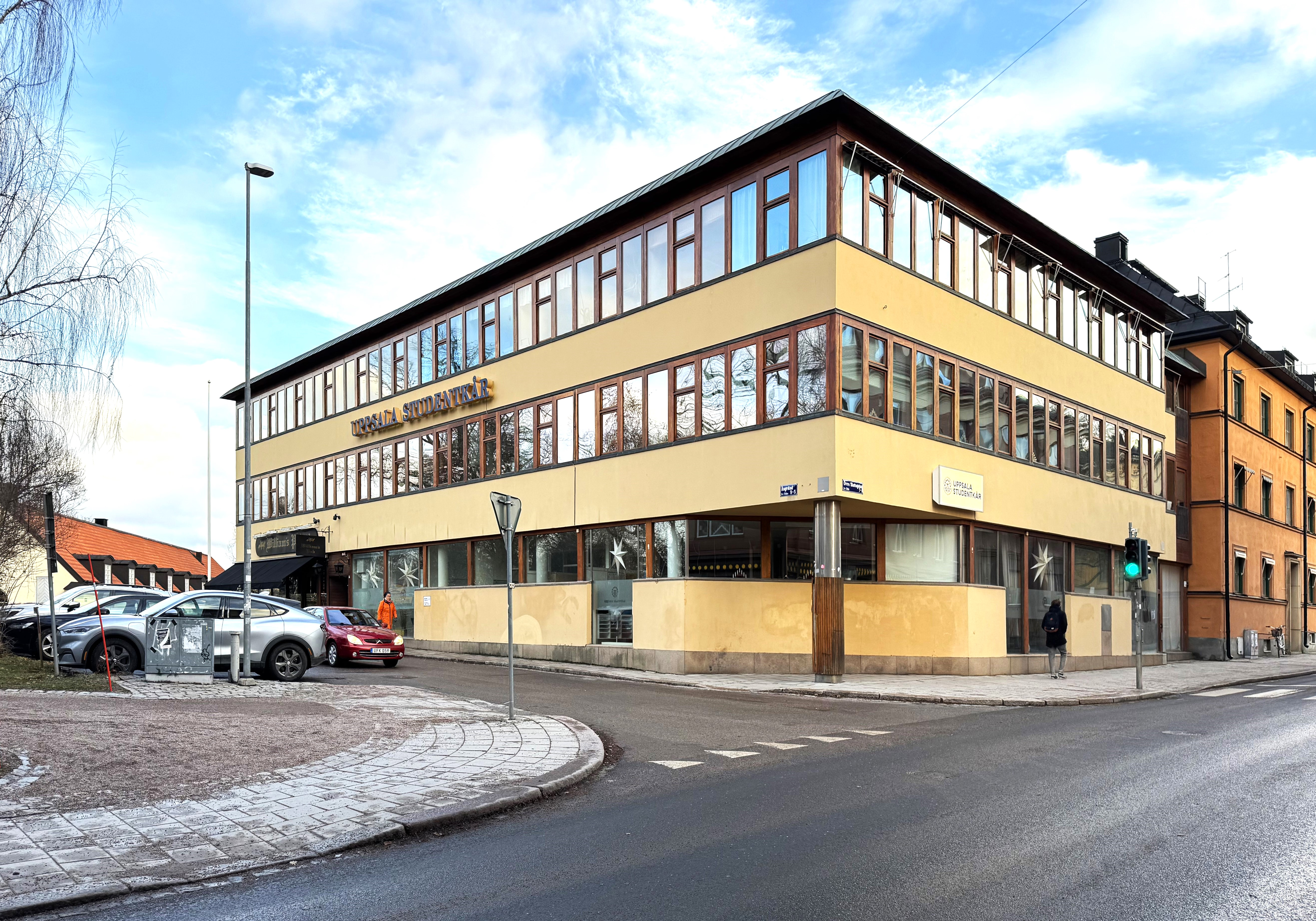
Kårhuset för Uppsala studentkår

### Uppsala universitet
- Uppsala studentkår bildades 1849 som en sammanslutning av samtliga nationer, för att arbeta med gemensamma frågor.

- Farmacevtiska Studentkåren organiserar dem som studerar vid farmaceutisk fakultet, det vill säga de som läser till apotekare eller receptarie. Denna fakultet utgjorde fram till 1971 ett eget institut med placering i Stockholm, och när detta uppgick i Uppsala universitet valde studenterna att behålla sin egen kår snarare än att ansluta sig till Uppsala studentkår.

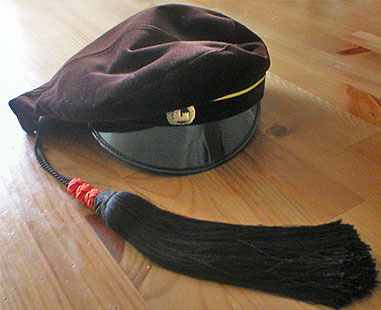
Teknologmössa från Uppsala.

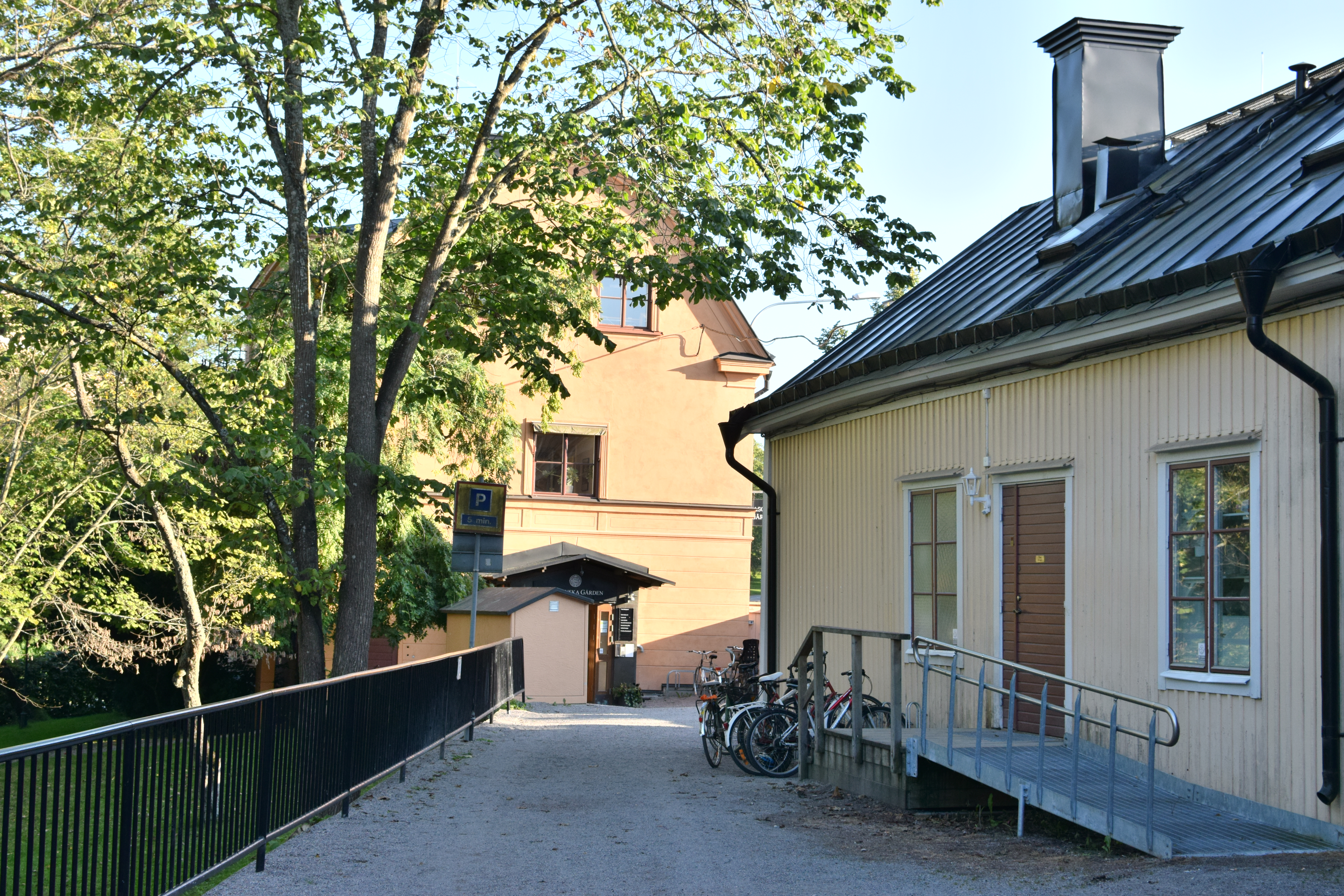
Jontes stuga

- Uppsala teknolog- och naturvetarkår är studentkår för studenter vid teknisk-naturvetenskapliga fakulteten. Beslut om kårstatus fattades av universitetet 20 mars 2013.[130][131][132] Beslutet upphävdes dock av Överklagandenämnden för högskolan den 14 juni 2013.[133] Den 11 december 2013 beslutade universitetet återigen om kårstatus, vilken trädde i kraft 1 januari 2014.[134][135] Uppsala teknolog- och naturvetarkår samordnar all studiebevakning på fakulteten och i föreningens kårhus arbetar fyra personer heltid med studiebevakning. Sammanlagt arvoderar UTN elva personer för att arbeta med utbildningsfrågor, studiesociala frågor och arbetsmarknadsfrågor. Vidare förmedlar föreningen kontakt med näringslivet via exempelvis arbetsmarknadsmässan Utnarm samt anordnar mycket av de studiesociala aktiviteter som sker bland fakultetens studenter, exempelvis recentiorsmottagningar, Forsränningen den sista april varje år, rebusrally, bal på slottet och mycket mer. Teknatarna bär en särskild UTN-mössa ibland istället för den vanliga studentmössan men även när studentmössan ej får bäras.
- Föreningen Uppsalaekonomerna är en studentkår för studenter vid nationalekonomiska institutionen och företagsekonomiska institutionen sedan 1 juli 2016. Uppsalaekonomernas verksamhet delas in i tre områden: fritid, framtid och studier.
- Juridiska Föreningen i Uppsala är studentkåren för studenter vid Juridiska fakulteten sedan 1 juli 2016 och grundades den 24 maj 1844. Kårens verksamhet utgår från kårlokalen på Övre Slottsgatan 3. Utöver studiebevakande och studieförbättrande verksamhet bedriver kåren även studiesocial- och arbetsmarknadsverksamhet i syfte att föra samman juriststudenter med varandra och med arbetsmarknaden.

Kårerna har som huvuduppgift att företräda studenterna i frågor som rör utbildningen eller studenternas sociala villkor. Farmacevtiska Studentkåren, Uppsala teknolog- och naturvetarkår, Föreningen Uppsalaekonomerna och Juridiska föreningen i Uppsala har också social verksamhet, liksom nationerna.

#### Campus Gotland
- Gotlands Studentkår Rindi. När Högskolan på Gotland sommaren 2013 uppgår i Uppsala Universitet som Campus Gotland, kommer Gotlands Studentkår Rindi att bli en av Uppsala Universitets studentkårer. Den hör dock på grund av sin geografiska placering endast indirekt till studentlivet i Uppsala.[130][131][136]

### Sveriges lantbruksuniversitet
Vid Sveriges lantbruksuniversitet i Ultuna finns också två kårer:
- Ultuna studentkår
- Veterinärmedicinska föreningen

### Johannelunds teologiska högksola
- Studentkåren vid Johannelunds teologiska högskola

### Newmaninstitutet
- Newmaninstitutets studentkår sedan 2008[138]

### Kårhus
- Uppsala Studentkårs Kårhus är beläget på Övre Slottsgatan 7.[139]
- Farmaceutiska Studentkårens Kårhus, Pharmen, är beläget på Gluntenområdet på Dag Hammarskjölds väg 16.[140]
- Ultuna Studentkårs Kårhus är ett stenhus från 1862 beläget på Ultunaområdet. Det byggdes ursprungligen som fårhus, men inrättades som kårhus 1975.[141]
- Uthgård är sedan 1994 Uppsala teknolog- och naturvetarkårs hus på Polacksbacken[142] och det blir alltså 2013 kårhus.[130][131]
- Borgen är Föreningen Uppsalaekonomernas byggnad i Observatorieparken, Kyrkogårdsgatan 2b.[143][144]
- Jontes stuga på Övre Slottsgatan 3 disponeras av Juridiska föreningen.[145]

## Andra studiebevakande organisationer
- Medicinska föreningen
- Uppsala universitets personalvetarförening, Dynamicus
- Uppsala Politicesstuderande (UPS)
- Socionomstudenter vid Uppsala universitet

## Andra studentorganisationer i Uppsala

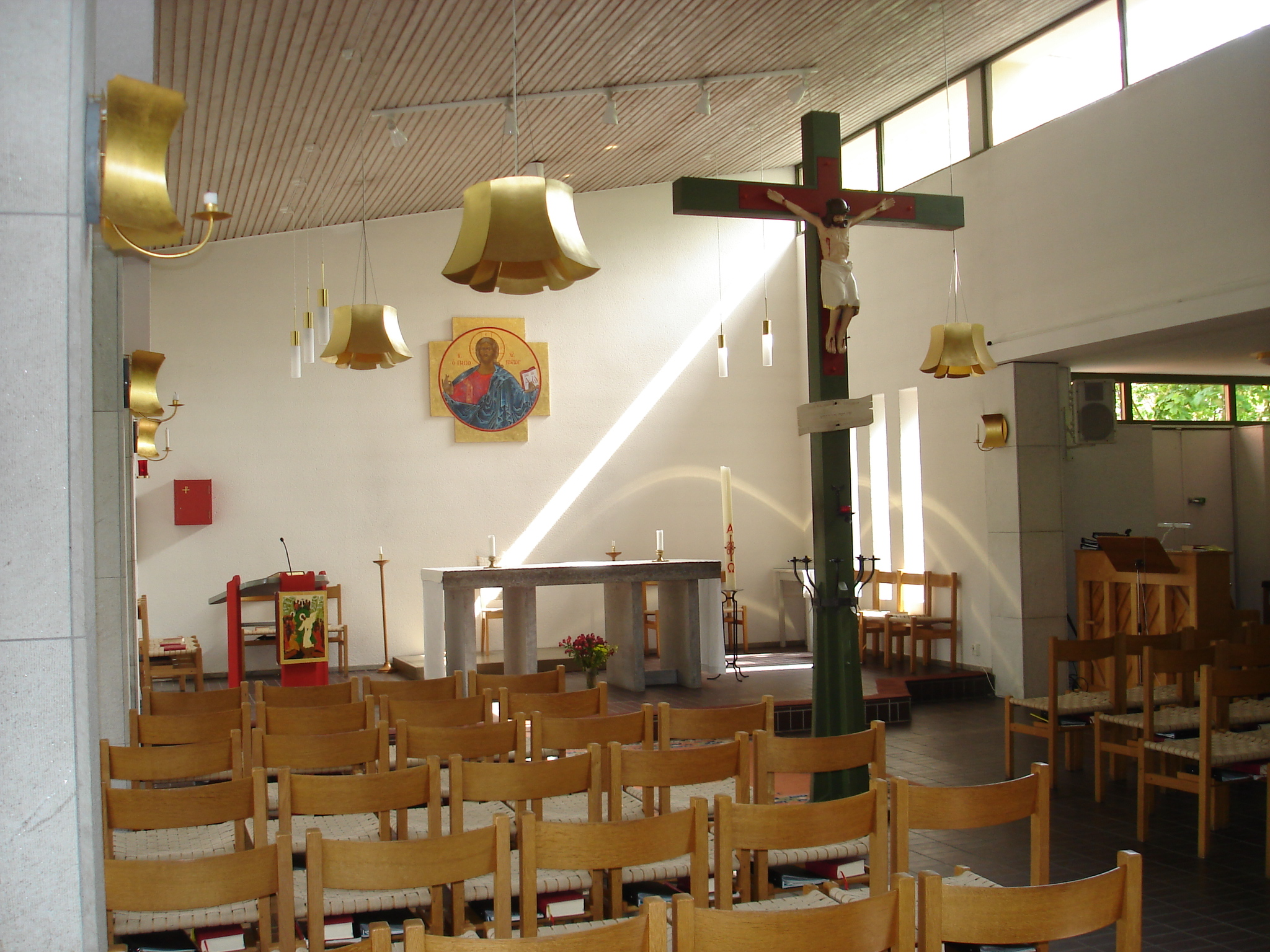
Sankt Ansgars studentkyrka

Förteckningen är ofullständig, då föreningslivet är under ständig förändring, särskilt i studentsammanhang där personomsättningen är hög. Det finns också många föreningar som är dåligt kända, interna eller vilande.
De flesta föreningar som vänder sig till studenter är även öppna för andra intresserade och många förutvarande studenter kvarstår som medlemmar även sedan de övergått till en forskarkarriär eller helt lämnat universitetet.

### Vetenskapliga föreningar
- Vetenskapliga föreningar vid Uppsala universitet

### Religiösa organisationer

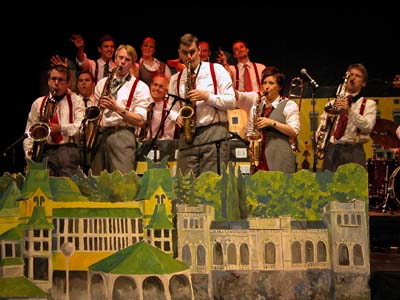
Phontrattarne 2005

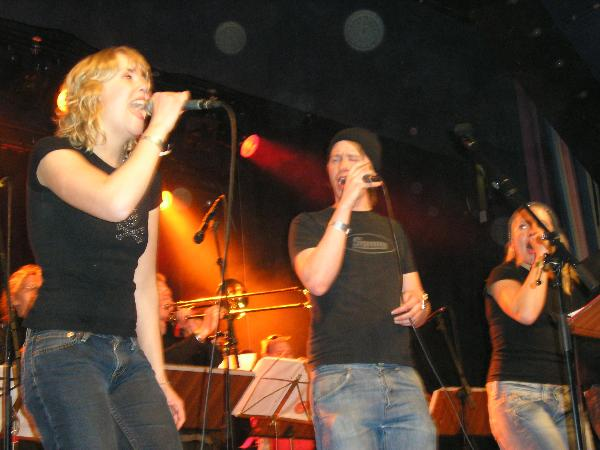
ÖG Nationskapell 2005

- Credo Uppsala - lokalavdelning av Credo (kristen, protestantisk, apologetisk)
- Agape Uppsala (kristen, protestantisk, frikyrklig)
- Sankt Ansgars studentkyrka (kristen, protestantisk, högkyrklig)
- Universitetskyrkan (kristen, protestantisk, liberalteologisk)
- Uppsala katolska studentförening (kristen, katolsk)

### Politiska föreningar
- Moderata Studenter i Uppsala (liberalkonservativ)
- Fria Moderata Studentföreningen i Uppsala (nyliberal)
- Föreningen Heimdal (konservativ)
- Föreningen Verdandi (liberal)
- Liberala studenter (liberal)
- Laboremus (socialdemokratisk)
- Vänsterns studentförbund
- Utrikespolitiska föreningen i Uppsala (partipolitiskt obunden)
- Piratstudenterna (piratpartisk)
- Konservativa Förbundet (lokalförening vid Uppsala universitet)

### Orkestrar och körer
- Akademiska symfoniorkestrar i Uppsala
- Studentorkestrar i Uppsala
- Akademiska körer i Uppsala

### Dansföreningar

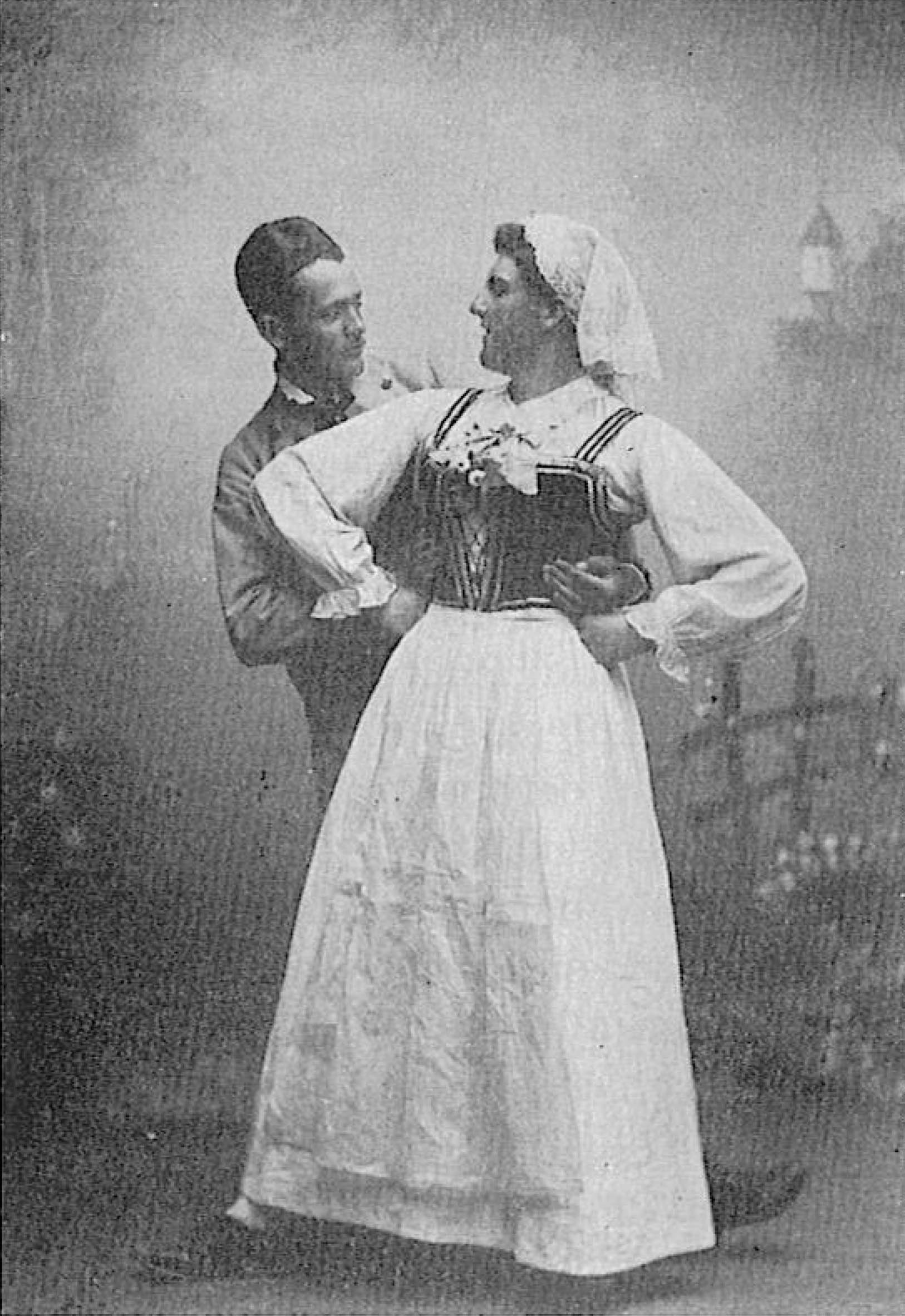
Philochoros 1893

- Philochoros – Folkdans sedan 1880.[146]

### Medieföreningar
- Uppsala Student-TV
- Studentradion 98,9

### Idrottsföreningar
- Upsala Akademiska Ridklubb (UARK)

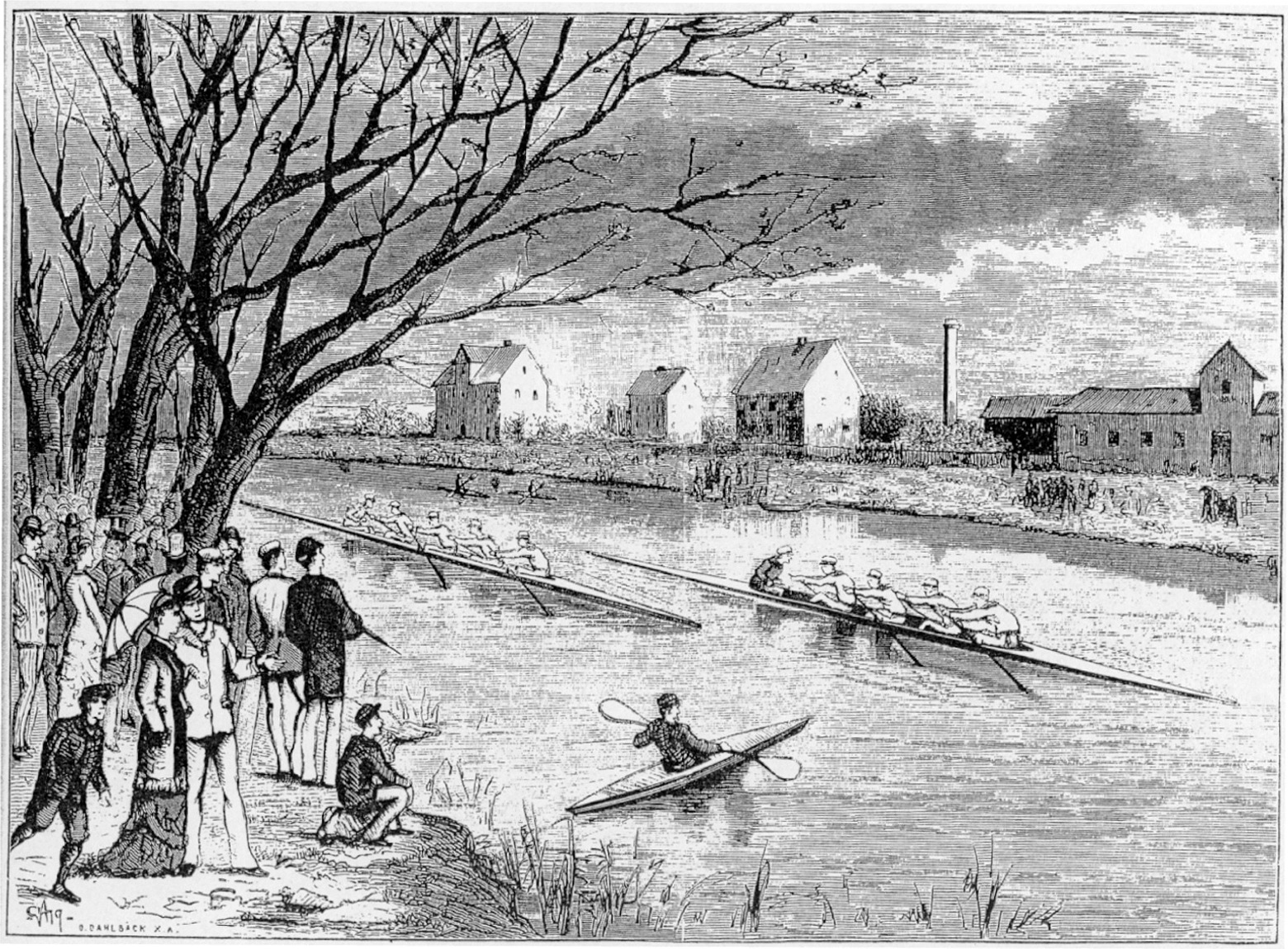
Studentroddtävling i Fyrisån 1879

- Uppsala Akademiska Roddarsällskap (UARS)
- Uppsala Akademiska Simklubb (UASK)
- Upsala Studenters IF

Vidare har ett flertal av nationerna egna idrottsföreningar.

### Övriga föreningar
- Uppsala Akademiska Vinsällskap (UAVS)
- AROS – Uppsalas Akademiska Militärsällskap

### Studentordnar
- Samfundet SHT, bildat 1844
- Juvenalorden, bildad 1907
- Jamtamot Redivivum, bildad 1915
- Sällskapet Festivitas, bildat 1965
- Sällskapet Karl Filip av Vasa, 1993

## Byggnader utanför Uppsala som ägs eller disponeras av studentföreningar
- Norredatorp är ett litet 1700-talstorp i Funbo. I anslutning till torpet finns även flera moderna stugor. Anläggningen disponeras av Uppsala Studentkår.[147]
- Stornoret är ett gammalt timmerhus i Funbo, som en gång varit mangårdsbyggnad. Huset ägs sedan 1952 av studenternas folkdansförening Philochoros.[148]

## Studentbostäder

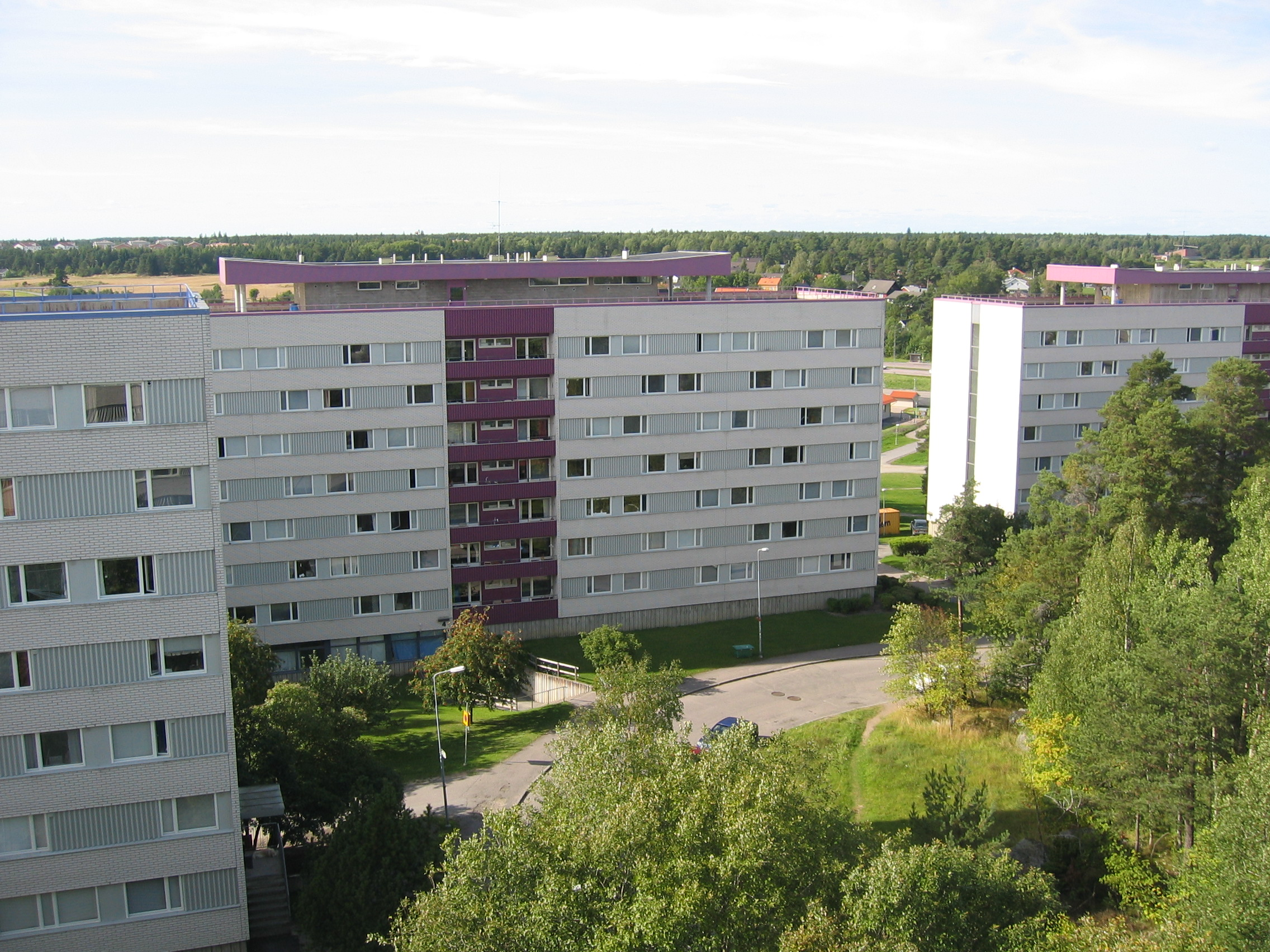
Studenthem i Flogsta.

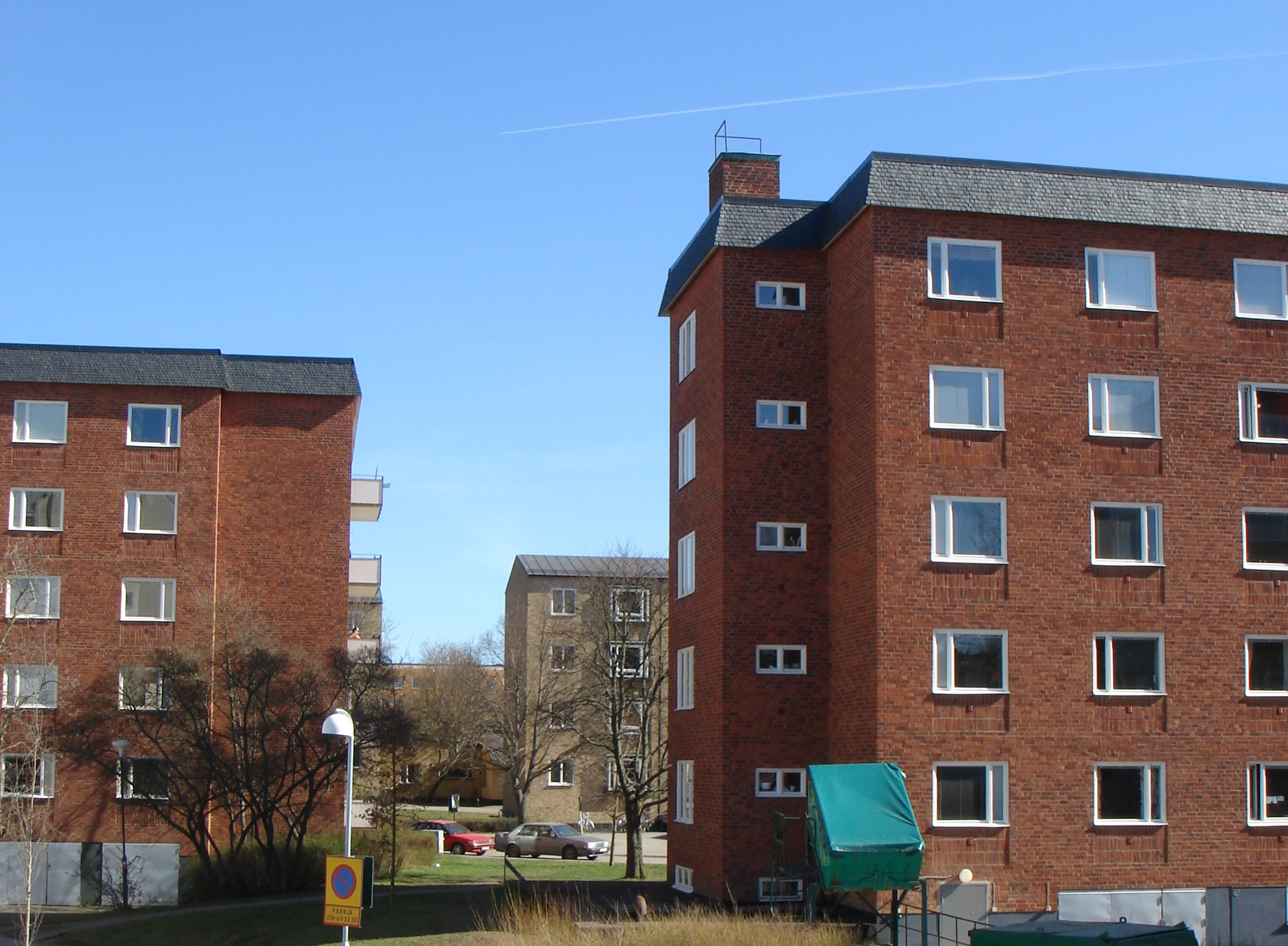
Norrlandsgårdarna på Studentvägen.

### Studentbostadsområden i urval
- Flogsta
- Kantorn, Kantorsgatan
- Eklundshofsvägen
- Djäknen
- Studentvägen
- Gamla Studentstaden
- Rackarberget
- Triangeln
- Lilla Sunnersta
- Majklockan
- Ängsklockan

### Studentstaden
Enskilt största uthyrare av studenthem är Studentstaden, som i sin tur ägs av Uppsalahem (inte att förväxla med området Gamla Studentstaden). De har följande områden:
- Blodstensvägen
- Djäknegatan
- Dansmästaren
- Hamberg
- Rackarberget
- Gamla Studentstaden
- Väktargatan[149]

### Nationsbostäder

#### Stockholms nation
- Stiftelsen Stockholms nations studentbostäder
  - Studentvägen 1–2, 4, 23, 32.[150][151]

#### Uplands nation
- Vid nationshuset.
- Studentbostadsstiftelsen Bortom Bullret, Rundelsgränd 6A och 6B. Tillsammans med Kalmar nation.[152]

#### Gästrike-Hälsinge nation
- Stiftelsen Gästrike-Hälsinge nations studentbostäder
  - Studentvägen 6, 28, 30.
  - Observatoriet/Ekonomikum, Rackarbergsgatan 15.[151][153]

#### Östgöta nation
- Stiftelsen Östgötagården
  - Nedre Slottsgatan.
  - Trädgårdsgatan 17A, B och C.
  - Banérgatan, Kåbo.
  - Munkgatan.
  - Sturegården, Luthagen.[154][155]

#### Västgöta nation
- Ambrosia. Vid nationen.
- Stiftelsen Västgötagården.[156]

#### Södermanland-Nerikes nation
- Arkadien, Sankt Larsg. 6B.
- Gula villan, Sankt Largs. 6A.
- Triangeln.
  - Krongatan 2, 4, 6
  - Karlsrogatan 11, 13, 15
  - S:t Johannesgatan 32, 34
- Stavenowska huset, Rundelsgränd 1.
- Rosendals Matsalar, Rundelsgränd 3C.[157]

#### Västmanland-Dala nation
- Stiftelsen Västmanlands-Dala nations studentbostäder
  - Svartman, Svartmangatan mellan S:t Larsgatan och Skolgatan.
  - Triangeln
  - Observatoriet
  - Majklockan, Luthagsesplanaden 81–91, Flogsta.[158]
  - Ängsklockan, Flogstavägen 1.

#### Smålands nation
- Stiftelsen Smålandsgården: Smålandsgården, vid nationshuset.[159]

#### Göteborgs nation
- I nationshuset.[160]

#### Kalmar nation
- Bortom Bullret, Rundelsgränd 6A och 6B
- Parthenon, Sankt Johannesgatan 19
- Rackarnäbbet, Övre Slottsgatan 15–19[161]

#### Värmlands nation
- Phyllebo
- Dygdebo
- Rackarbo, Rackarbergsgatan 13[162]

#### Norrlands nation
- Stiftelsen Norrlandsgårdarna
  - Studentvägen 3-17, 22.
  - Observatoriet/Ekonomikum, Rackarbergsgatan.[151][163]

#### Gotlands nation
- I nationshuset.
- Observatorieparken, Rackarbergsgatan 15.[164]

### Studenthem med särskild inriktning

#### Kristna
- Norrbyska studenthemmet sedan 1887 - säger sig vara Sveriges äldsta studenthem i bruk[165]. I första hand för blivande präster i Svenska kyrkan.
- Sankt Ansgar, Ansgarsgården, för dem som är intresserade av gudstjänsterna i Sankt Ansgars kyrka.
- Johannelunds teologiska högskola, för egna studenter.
- Waldenströmska studenthemmet sedan 1919.

#### Nyktra
- Nykterhetsvännernas studenthem, även kallat ”Arken”.

## Andra byggnader med studentanknytning

### Staden Uppsala
Se även Uppsala#Arkitektur och stadsbild
Fyrisån delar stadskärnan i två delar. Av tradition ligger de akademiska och kyrkliga institutionerna på västra sidan och de näringsidkande på den östra. Av studentnationerna är det till exempel endast Gotlands som ligger öster om ån.

### Universitetets byggnader
Se även Uppsala universitet#Byggnader och anläggningar

### Kyrkliga
- Fjellstedtska skolan från 1862 vid Svartbäcksgatan är numera pastoralinstitut, det vill säga prästutbildning inom Svenska kyrkan.
- Sankt Ansgars kyrka – studentkyrka på Studentvägen från 1961.
- Lötenkyrkan från 1986 i anslutning till Johannelunds teologiska högskola.
- Sankt Lars katolska kyrkcentrum från 1985 på Slottsgränd 7 i anslutning till Newmaninstitutet.

### Bokhandel
- Lundeqvistska bokhandeln eller LundeQ – traditionell akademisk bokhandel, numera i Forumgallerian.
- Studentbokhandeln – Grundad 1963. Ägs gemensamt av Uppsala studentkår och Uppsala universitet.

### Rekreation
- Campus1477 – Studenthälsans träningsanläggningar.
- Flustret vid Svandammen. Restaurang och dansställe sedan 1842. Studenterna samlades här som bin på flustret på en bikupa.
- Ofvandahls konditori – samlingspunkt sedan 1878, beläget i korsningen Sankt Olofs- och Sysslomansgatorna.
- Studenternas Idrottsplats sedan 1909 – Bandy-, fotbolls- och friidrottsarena.